# Oorsprong van de vogels

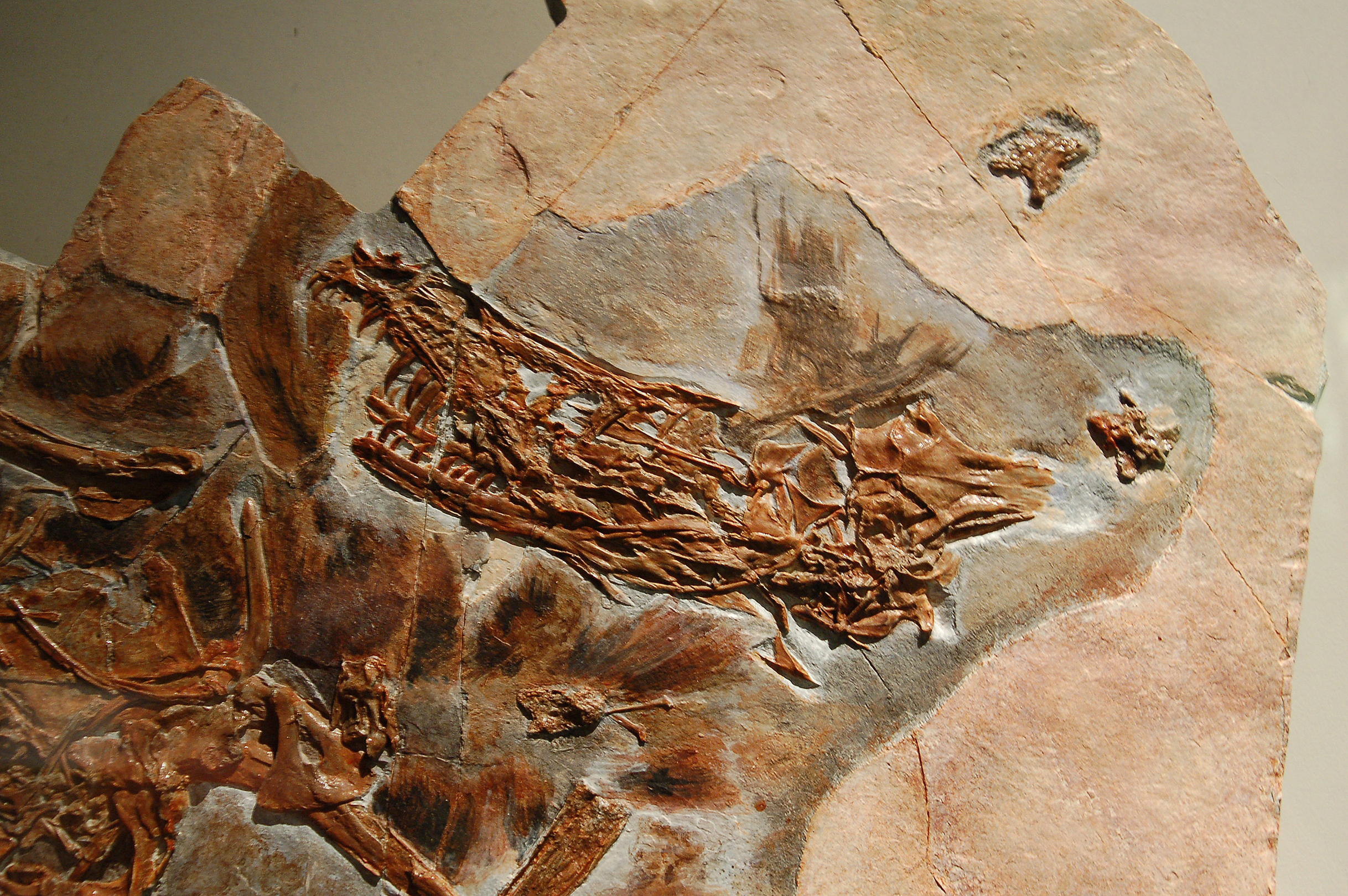
Sinornithosaurus: een gevederde dinosauriër

De oorsprong van de vogels is een klassiek vraagstuk binnen de paleontologie. Vroeger was dit een zeer controversieel onderwerp, maar tegenwoordig denken de meeste wetenschappers dat vogels dinosauriërs zijn, de laatste nog levende vertegenwoordigers van die groep na het uitsterven van alle andere dinosauriërs op het einde van het Krijt.
Sinds het opkomen van de evolutietheorie probeert de biologie van iedere diergroep haar plaats in de stamboom van het leven te bepalen. Bij de vogels is dat moeilijk omdat die een lichaamsbouw hebben waar verder niets in het huidige dierenrijk nog op lijkt. Ze hebben veren en een snavel, kunnen vliegen, lopen op twee poten, hebben holle botten, ademen via luchtzakken, leggen harde eieren en zijn warmbloedig. Alleen bij uitgestorven groepen dieren zou een gelijkende combinatie van eigenschappen aangetroffen kunnen worden.
In 1861 werd het fossiel ontdekt van Archaeopteryx, een vogel van 150 miljoen jaar oud. Dit dier, dat tanden had en een lange staart, liet zien hoe de allereerste vogels eruitzagen en toonde aan dat ze tijdens het Jura uit eerdere reptielen moeten zijn voortgekomen. In 1868 stelde de Brit Thomas Huxley vast dat vogels het meest leken op kleine vleesetende dinosauriërs, de theropoden. In de jaren daarna werden er echter steeds meer fossielen gevonden uit groepen die verwant waren aan de dinosauriërs en waarmee ze samen de ruimere groep der archosauriërs vormden. Dat werkte erg verwarrend en de meeste geleerden durfden niet meer met zekerheid te stellen bij welke groep archosauriërs de vogels nu precies hoorden. Wel was het duidelijk dat hun nauwste thans nog levende verwanten binnen de archosauriërs de krokodilachtigen zijn.
In de jaren zestig werden er nieuwe fossielen opgegraven van de kleine vleesetende dinosauriër Deinonychus. Dit dier was zo nauw aan de vogels verwant dat het in zijn bouw veel unieke kenmerken met deze groep deelde, voldoende om een krachtig bewijs te leveren dat vogels dinosauriërs waren. In 1973 was de Amerikaan John Ostrom de eerste die hierover een wetenschappelijk artikel schreef. Hij wist bijna meteen de meerderheid van de paleontologen te overtuigen. In de jaren tachtig maakten computers het mogelijk de meest waarschijnlijke stamboom voor een groep levende wezens uit te rekenen. Ook van deze berekeningen was de uitkomst dat vogels tot de dinosauriërs behoorden. Bij het grote publiek is de dinosauriërtheorie vooral sinds 1996 bekend geworden door opzienbarende ontdekkingen van gevederde dinosauriërs tijdens opgravingen in het noordoosten van de Volksrepubliek China.
Nu de oorsprong van de vogels eenmaal bekend is, is het ook duidelijk geworden dat veel eigenschappen die tegenwoordig uniek voor ze zijn, vroeger bij veel ruimere groepen dieren voorkwamen. Het lopen op twee benen was al een kenmerk van de voorouders van de dinosauriërs en hetzelfde geldt wellicht voor warmbloedigheid, luchtzakken en het bezit van een soort vacht. De eerste dinosauriërs hadden al een snavel en hardere eieren; alle theropoden hebben holle botten en binnen die groep hebben de Maniraptora echte veren. Deze eigenschappen zijn dus niet speciaal ontwikkeld voor het vliegen zoals vroeger meestal gedacht werd. Hoe dat vliegen zelf zich ontwikkeld heeft, is nog onzeker. Het kan vanuit de bomen gebeurd zijn, vanaf de grond of via een combinatie van beide. Het is onbetwist dat veren een rol gespeeld hebben, maar hoe de speciale voortstuwende vleugelslag tot stand is gekomen, kan nog niet sluitend verklaard worden.
Hoewel de dinosauriëroorsprong voor vogels vrij algemeen aanvaard wordt, zijn er ook varianten en alternatieve modellen. Voor een daarvan, dat meer dinosauriërs tot de vogels behoren dan eerder gedacht, wordt steeds meer bewijs gevonden. Andere hypothesen, dat er al in het Trias vliegende bevederde archosauriërs voorkwamen of dat vogels toch geen dinosauriërs zijn, zijn steeds slechter verenigbaar met de gevonden feiten.

## De ontdekking van de afkomst van de vogels

### Archosauriërs enArchaeopteryx

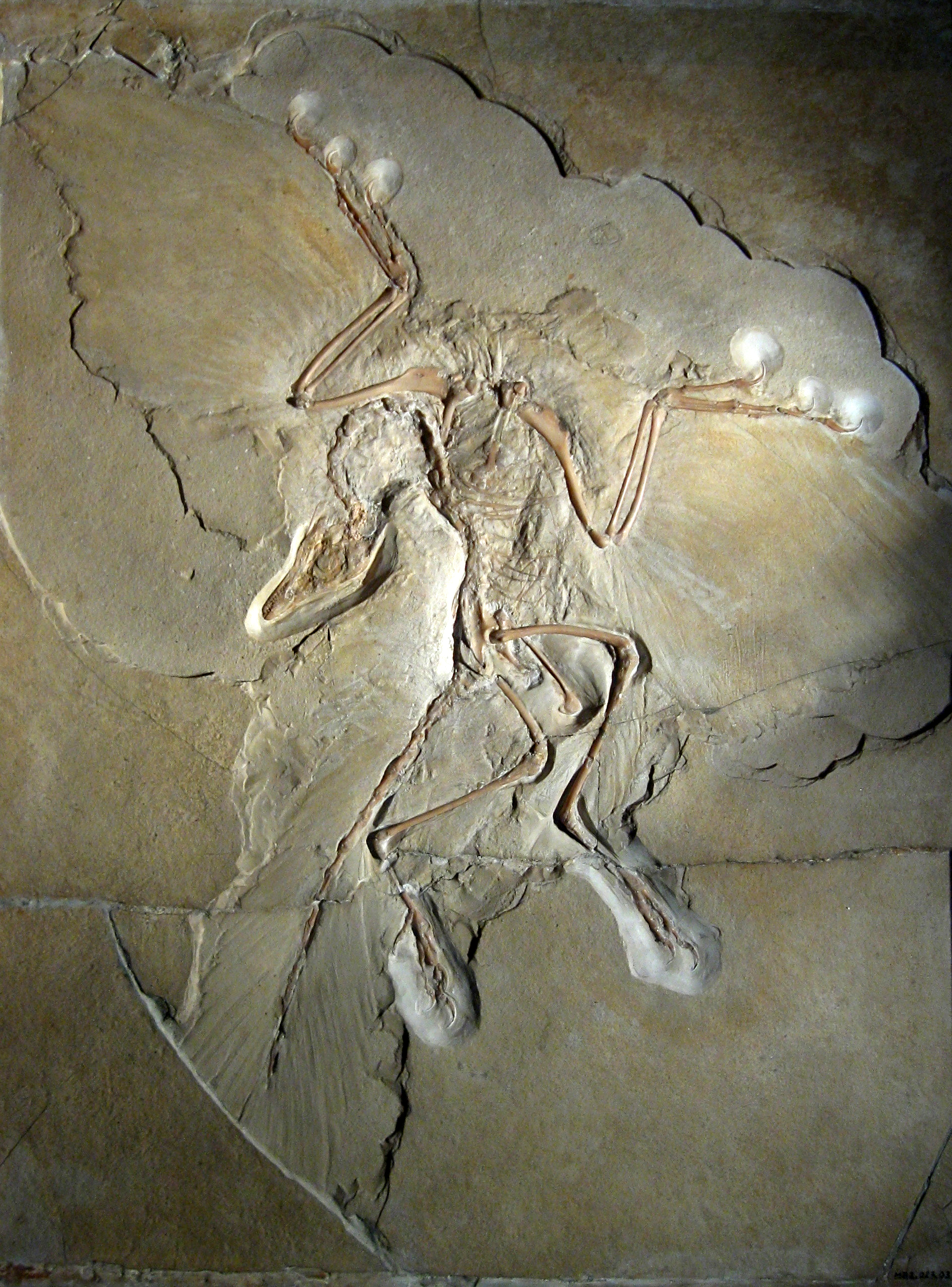
Archaeopteryx

Het is onomstreden dat vogels behoren tot de groep van Archosauria, waar ook de krokodillen, dinosauriërs en wellicht de pterosauriërs deel van uitmaken. De meest gangbare huidige theorie zoekt de directe voorouders van de vogels onder de kleinere vleesetende theropode dinosauriërs. Deze theorie was een van de eerste die opgesteld werd — bijna onmiddellijk nadat de geleerden überhaupt begrepen dat de verschillende groepen levende wezens door evolutie ontstaan zijn — maar het heeft toch vrij lang geduurd voordat zij algemeen aanvaard werd.
De oorzaak hiervoor lag niet in een gebrek aan gegevens. In 1861 werd de "oervogel" Archaeopteryx ontdekt in lagen uit het late Jura. Hij werd meteen erkend als hét voorbeeld van een missing link of fossiele overgangsvorm. Sommige diergroepen hebben zo'n aparte bouw, ofwel morfologie, dat het lastig wordt te bepalen tot welke grotere groep ze behoren. Een uitgestorven soort die een tussenfase in de evolutie vertegenwoordigt, kan dan een verbinding aangeven tussen de gespecialiseerde en de meer omvattende groep. Archaeopteryx gaf voor de vogels onmiskenbaar aan dat hun ruimere verwanten reptielen waren — de gelijkenis in bouw tussen vogels en reptielen was overigens al veel eerder opgemerkt, lang voordat men aan evolutie dacht. Hij had een kenmerk dat men als uniek voor vogels zag, namelijk veren, en hij had ook vleugels: armen die met die veren lang genoeg waren om mee te vliegen. Maar het dier toonde ook eigenschappen van reptielen die geen enkele volwassen moderne vogel nog heeft zoals tanden, een lange staart en lange onvergroeide vingers.

### Thomas Huxley enCompsognathus

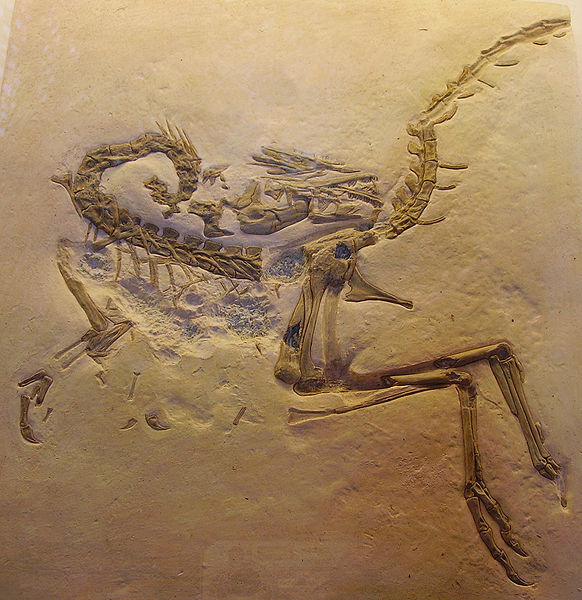
Compsognathus

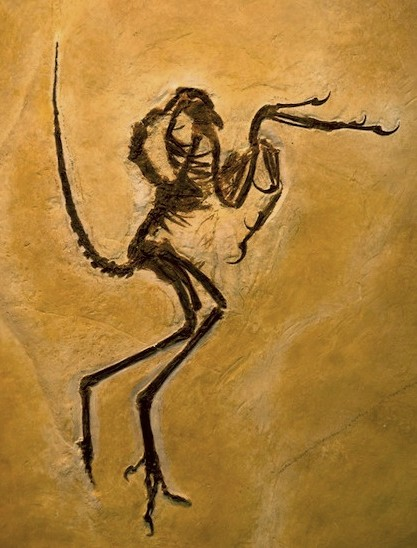
Een afgietsel van een later gevonden fossiel van Archaeopteryx, de "Solnhofener" die jarenlang voor een exemplaar van Compsognathus was aangezien

De vaststelling dat vogels van reptielen afstammen riep meteen een nieuwe vraag op, namelijk binnen welke groep reptielen de vogels precies hun nauwste verwanten hebben. Ook hierop kon Archaeopteryx het antwoord verschaffen. Niet alleen waren zijn fossielen van een uitzonderlijk hoge kwaliteit, zodat het eenvoudiger werd overeenkomsten te vinden; de soort zelf was ook bijzonder basaal, dat wil zeggen: stond diep in de stamboom. Vermoedelijk had hij zich daarvan afgesplitst op een tijdstip dat op een geologische tijdschaal gemeten niet ver verwijderd was van het moment dat een voorouder van de vogels het vermogen tot vliegen verwierf. Zouden we dan pas van een "vogel" willen spreken, dan was Archaeopteryx dus nog maar net een vogel, en zouden de directe voorlopers van de vogels maar weinig van hem verschillen.
In hetzelfde jaar dat de ontdekking van Archaeopteryx bekendgemaakt werd, verscheen ook een uitgebreide beschrijving van een fossiele vorm die er inderdaad niet heel veel van verschilde: Compsognathus, een dier dat volgens de begrippen die wij tegenwoordig hanteren, een theropode dinosauriër is. De beschrijver, Johann Andreas Wagner, viel de gelijkenis met de vogels al op. Hij wilde echter geen expliciet verband leggen omdat hij bang was zo een bewijs aan te dragen voor de nieuwe evolutietheorie, die hij afwees. De eerste die dat wel nadrukkelijk deed, was de Engelse bioloog Thomas Huxley — overigens eerdere suggesties door Karl Gegenbaur en Edward Drinker Cope volgend. Hij kwam in 1868 tot de conclusie dat Archaeopteryx in algemene morfologie duidelijk het dichtst bij de kleine dinosauriër Compsognathus stond — hij vond 35 punten van overeenkomst — en dat dus vogels in de dinosauriërs hun nauwste verwanten hadden. Deze heldere vaststelling compliceerde hij echter door aan te nemen dat verschillende groepen vogels van verschillende groepen dinosauriërs afstamden en doordat hij Compsognathus een heel eigen plaats naast de Dinosauria toewees binnen een overkoepelende Ornithoscelida.
In de loop van de negentiende eeuw werd de verwarring nog groter door een overvloed aan nieuwe gegevens. Het werd duidelijk dat krokodillen, vogels en dinosauriërs samen in de Archosauria verenigd waren. Harry Govier Seeley voegde daar de pterosauriërs nog aan toe en splitste in 1881 de dinosauriërs in de Ornithischia en de Saurischia. Hoe de onderlinge verwantschappen tussen die vijf groepen waren, leek niet eenvoudig te kunnen worden vastgesteld, temeer daar de vogels in de voet het meest op de saurischische theropoden leken maar wat de vorm van het bekken betrof op de Ornithischia. Er werden ook heel vroege basale archosauriërs ontdekt. Die zouden de oplossing hebben kunnen aandragen, maar in feite maakten deze vondsten het probleem alleen maar groter. Er ontbrak een snelle en exacte methode om grote hoeveelheden gegevens te kunnen ordenen en analyseren. De dinosauriërafkomst voor vogels werd in het begin nog verdedigd door Othniel Charles Marsh, Carl Gegenbaur, Samuel Wendell Williston en Thomas Jefferey Parker maar in 1886 was Georg Baur voorlopig de laatste. Zelfs hun status als archosauriërs was niet geheel zeker; sommigen dachten dat vogels van hagedissen afstamden.
Wat het specifieke probleem van de afkomst van de vogels betrof, waren er ook geen verdere spectaculaire vondsten die de geleerden ertoe hadden kunnen aanzetten wat meer aandacht aan het vraagstuk te besteden. Er werden na Archaeopteryx maar weinig andere vogelfossielen uit het Mesozoïcum gevonden. Tot de jaren tachtig van de twintigste eeuw waren alleen Hesperornis en Ichthyornis goed bekend, en deze vormen waren niet basaal genoeg om veel relevantie te hebben voor het vraagstuk. Ook van de kleine theropoden werd geen goed materiaal ontdekt, en zeker niet van soorten die nog dichter bij de vogels stonden dan Compsognathus.

### Gerhard Heilmann en "Proavis"
In de vroege twintigste eeuw begonnen veel wetenschappers van de nood een deugd te maken. Men gaf iedere poging om te bepalen waar groepen exact hun oorsprong vonden al bij voorbaat op als getuigend van een naïef optimisme. In plaats daarvan werd het populair de evolutionaire stamboom voor te stellen als een serie vage "wolken". Ergens op zo'n wolk — de precieze plaats deed er niet toe — ontsproot dan een slurfje dat het begin was van weer een nieuwe wolk die een groep afstammelingen voorstelde. Een wolk kon ook meerdere afstammingswolken tegelijk voortbrengen. Zo'n situatie was ook weer te geven als een wiel waarvan de vooroudergroep de "naaf" vertegenwoordigde waaruit de afstammende groepen als spaken uitstaken, een zogenaamde "radiatie" vormend. Dit model verhulde de onwetendheid over de echte relaties tussen die afstammelingen: in feite moest het wel zo zijn dat sommige groepen nauwer aan elkaar verwant waren dan aan andere — maar de voorouderwolk verborg de aftakkingen.

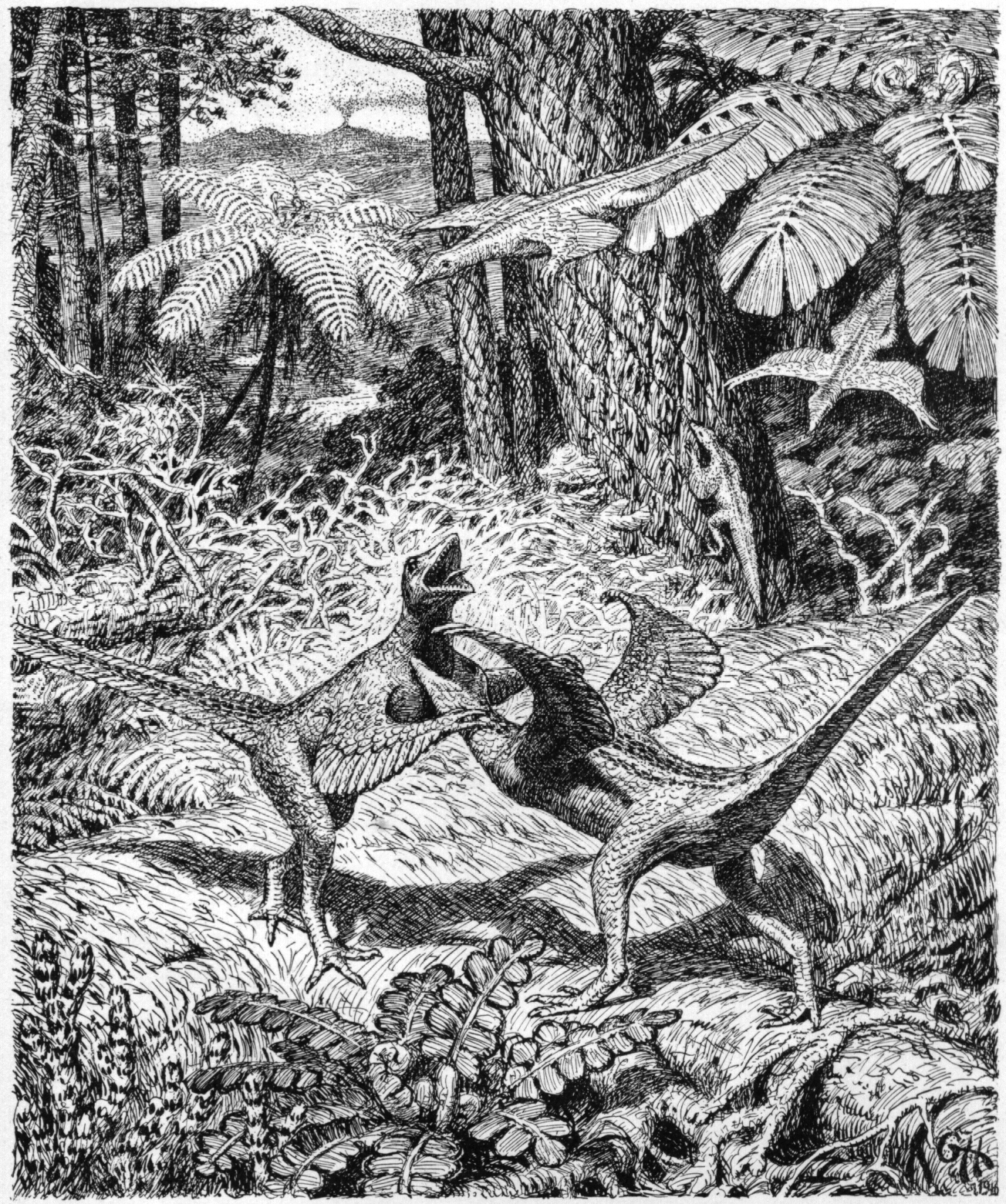
"Proavis"

Ook de relatie tussen vogels en andere archosauriërs werd op deze leest geschoeid. Al in 1888 concludeerde Max Furbringer dat de voorouder van de vogels ergens bij de gemeenschappelijke oorsprong van de Dinosauria, Crocodilia en Lacertilia moest worden gezocht. Othenio Abel stelde in 1911 dat vogels en theropoden beiden afstamden van een in de bomen levende vooroudergroep. Het bekendste voorbeeld echter leverde de Deense tekenaar en amateurornitholoog Gerhard Heilmann. Hij was erg geïnteresseerd in de oorsprong van de vogels en tussen 1913 en 1916 schreef hij, zich ten dele baserend op Abel, er zelfs een, door hemzelf geïllustreerd, boek over: Vor Nuvaerende Viden om Fuglenes Afstamning. Heilmann bekeek wel of hij de vogels met een speciale groep andere archosauriërs in verband kon brengen. Vanwege de vele overeenkomsten leken hem de beste kandidaat hiervoor de dinosauriërs. Toch kwam hij tot de conclusie dat hier van convergente evolutie sprake moest zijn, dat wil zeggen: het apart ontwikkelen van gelijkende eigenschappen bij verschillende groepen. Het vorkbeen (furcula) van de vogels, een bot dat tegenwoordig uniek is voor de groep en krachten opvangt tijdens het vliegen, is namelijk ontstaan door een vergroeiing van de sleutelbeenderen van reptielen. Dinosauriërs hadden die sleutelbeenderen echter al verloren — zo meende hij althans: in feite zouden die al in 1924 bij Oviraptor en in 1936 bij Segisaurus wel degelijk worden aangetroffen — en konden volgens hem dus niet de voorouders van de vogels zijn. Heilmann ging hierbij van het principe uit dat eigenschappen die eenmaal verdwenen zijn nooit meer kunnen terugkeren, de zogenaamde Wet van Dollo. Tegenwoordig weten we dat dit principe niet opgaat en zoiets juist heel vaak gebeurt. Omdat er door het vanwege die ene vermeende eigenschap uitsluiten van de dinosauriërs geen duidelijke verwanten te vinden waren, plaatste Heilmann, teruggrijpend naar een idee van Robert Broom uit 1913, de voorouder van de vogels ergens in de groep van de "primitieve archosauriërs". Die waren toen als een vage "stamgroep" bij elkaar geveegd onder de naam Thecodontia, een begrip dat nu niet meer gebruikt wordt, en sommige vormen zoals Euparkeria en Ornithosuchus hadden een wat lichtere bouw. Heilmann had ook een naam voor die hypothetische voorouder: "Proavis". Dat zou een kleine "thecodont" geweest zijn die in de bomen leefde en door zijn armen te verlengen en zijn schubben tot veren in staat zou zijn geweest tot het maken van een glijvlucht, het begin van het echte vliegen. De term "Proavis" was al in 1907 bedacht door Franz Nopcsa, maar die gebruikte het juist voor een bodemdier.
Heilmanns boek werd in 1926 in het Engels gepubliceerd als The Origin of Birds en had veel invloed. Regelmatig werd in de wetenschappelijke literatuur instemmend naar zijn werk verwezen, dat dan ook sterk overeenkwam met de al heersende denkbeelden, zoals die van Henry Fairfield Osborn. Van een algemene consensus was echter geen sprake: veel geleerden wilden, al was het maar in een alinea of voetnoot, toch wel een poging wagen de plaats van de vogels nader te duiden. Omdat in die tijd nog steeds aangenomen werd dat de twee hoofdgroepen van de dinosauriërs, de Ornithischia en de Saurischia, niet nauw aan elkaar verwant waren, kon men Heilmanns argument dat vogels een eerdere aftakking moesten vormen dan dinosauriërs die hun sleutelbeenderen verloren hadden, aanvaarden en toch aannemen dat vogels dichter bij de Saurischia stonden dan bij de Ornithischia. Omdat volgens de huidige conventies de Dinosauria gedefinieerd worden als omvattende beide groepen, hield dat standpunt in dat vogels naar moderne terminologie toch basale saurischische dinosauriërs waren, als zustergroep van de Eusaurischia. Dat was echter een heel andere positie dan één vlak bij Compsognathus. Slechts enkele onderzoekers: Percy Roycroft Lowe, Bernard William Tucker en de Zweedse ornitholoog Nils Holmgren legden ondanks Heilmann toch een verband met de theropoden. Lowe zag dat verband overigens alleen voor Archaeopteryx zelf waarvan hij meende dat die als dinosauriër niet aan de eigenlijke vogels verwant was.

### John Ostrom enDeinonychus
In het midden van de twintigste eeuw was het klassieke paleontologische onderzoek op basis van veldwerk wat in het slop geraakt. In de jaren zestig zorgde de snel stijgende instroom van studenten voor een herleving — maar ook voor een verschuiving in de methodiek. De budgetten werden wat ruimer en de klemtoon kwam te liggen op exacte en formele methoden die het geschiktst waren om grote aantallen mensen snel te trainen in de rol van wetenschapper. De tijd van vage wolken was dus voorbij en men moest gaan voldoen aan de eis een precieze stamboom te reconstrueren.

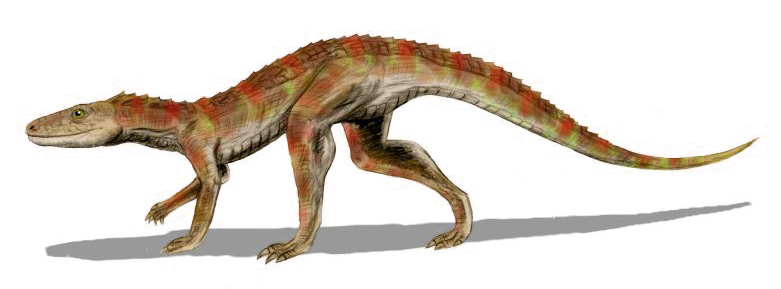
Hesperosuchus

Wat betreft de afstamming van de vogels kwam de belangrijkste eerste poging hiertoe van de Britse paleontoloog Alick Donald Walker. Walker ging nog uit van Heilmanns vooronderstelling dat vogels geen dinosauriërs waren maar begreep dat de "thecodonten" te "primitief" waren om een plausibele vogelvoorouder op te leveren. Binnen de groep van de krokodillen en hun ruimere verwanten echter, welke wij tegenwoordig de Crocodylomorpha noemen, bevonden zich tijdens het Trias vele kleine lichtgebouwde landbewonende soorten, zoals Sphenosuchus en Hesperosuchus. Walker begon daar naar overeenkomsten met de vogels te zoeken en vond die in enkele details van de schedelbouw en de tandkronen. Begin jaren zeventig werd hierdoor even de hypothese populair dat vogels de nauwste verwanten van krokodilachtigen en andere Crocodylomorpha zoals de Sphenosuchia waren.

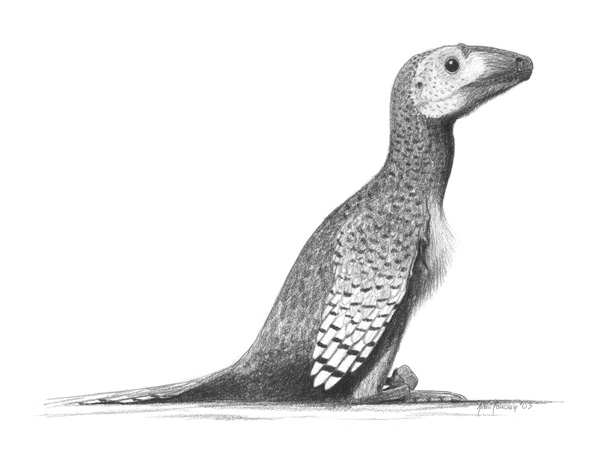
Deinonychus

Ondertussen had het herlevende veldwerk belangrijke nieuwe gegevens opgeleverd. Na een vondst in 1964 beschreef John Ostrom in 1969 een kleine theropode dinosauriër, Deinonychus. De bouw van dit dier toonde dat het een zeer actieve, vermoedelijk warmbloedige, jager moest zijn geweest. Dit inzicht zou een revolutie ontketenen in de manier waarop over dinosauriërs gedacht werd, de zogenaamde "dinosauriërrenaissance". De hoge stofwisseling van Deinonychus wees daarbij op een verband met de vogels: die waren immers ook warmbloedig en, zoals de grootste voorvechter van de dinosauriërrenaissance Robert Thomas Bakker stelde, een kleine warmbloedige dinosauriër zou om energieverlies te voorkomen een lichaamsbedekking gehad moeten hebben — zoals veren.

De hand van Deinonychus (links) vergeleken met die van Archaeopteryx (rechts)

Behalve deze meer algemene aanwijzingen was er ook een zeer specifieke eigenschap die Deinonychus met de vogels verbond: hij was in feite aanzienlijk nauwer aan ze verwant dan Compsognathus, zodat hij een veel sterker bewijs kon leveren van hun dinosauriërafkomst. Dit feit bleef echter eerst onopgemerkt en kwam pas door een toeval aan het licht. In 1970 ontdekte Ostrom een foutief als pterosauriër gedetermineerd exemplaar van Archaeopteryx in de verzameling van het Teylers Museum te Haarlem. Bij de herbeschrijving van dit specimen viel hem de nauwe gelijkenis tussen de polsbeenderen van die soort en die van Deinonychus op. Bij nadere bestudering bleek het Ostrom dat de hele groep waartoe Deinonychus behoorde, de Dromaeosauridae, een zeer groot aantal eigenschappen met Archaeopteryx deelde, zozeer zelfs dat als de laatste niet door zijn veren tot vogel was bestempeld, hij er denkelijk al bij ingedeeld was geweest.

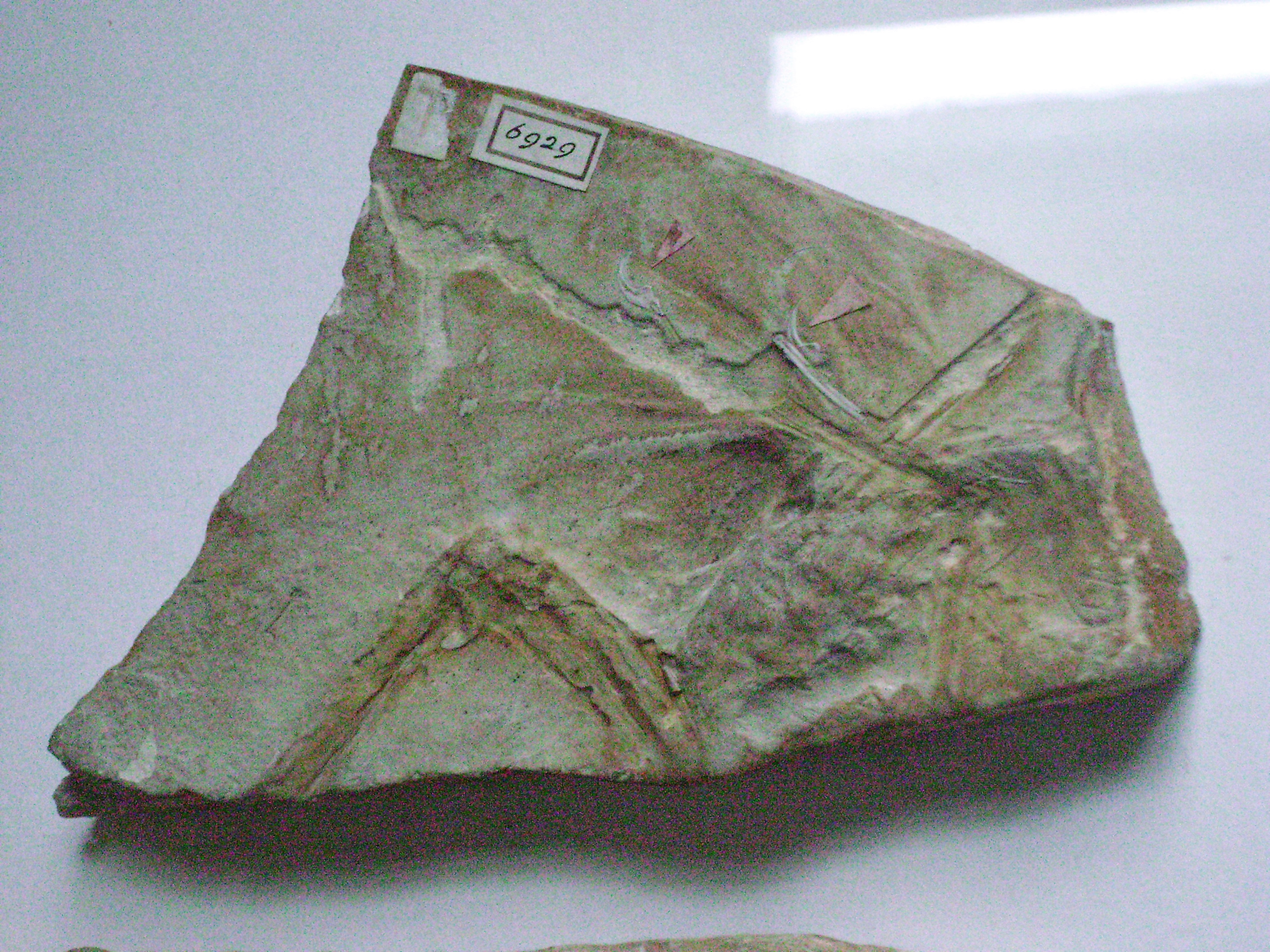
De Haarlemmer Archaeopteryx

In 1973 publiceerde Ostrom zijn bevindingen in het artikel The ancestry of birds, waarin Ostrom het weliswaar niet aandurfde om Archaeopteryx  meteen een dromaeosauride te noemen, maar Deinonychus toch gebruikt werd om de punten van overeenkomst tussen dinosauriërs en vogels bij aan te wijzen. In de jaren daarop volgden nog enkele artikelen. Het aangevoerde bewijs bleek sterk genoeg om de paleontologische gemeenschap bijna onmiddellijk en volledig te overtuigen: Archaeopteryx deelde vele eigenschappen met de theropoden alleen, maar geen enkel kenmerk met de "thecodonten" dat niet ook bij de theropoden voorkwam. Ostroms leer was in een klap de standaardhypothese geworden. In 1985 trok Walker, toen hij ontdekte dat de overeenkomsten in schedelbouw tussen vogels en krokodillen juist niet bij Archaeopteryx voorkomen, zelf zijn alternatieve hypothese in — hoewel hij dat in 1990 weer zou herroepen.

### Cladistiek
Een stringentere aanpak van de traditionele vergelijkende methode had dus zijn vruchten afgeworpen. Die methode zelf begon echter ook alweer verouderd te raken: men verlangde een nog grotere exactheid en betrouwbaarheid. Die werd gevonden in een nieuwe methodiek om de verwantschap tussen levensvormen te analyseren: de cladistiek (of kladistiek). Deze behelsde allereerst een strikte beoordeling van de eigenschappen van levende wezens of ze ons wel informatie kunnen verschaffen over die verwantschap. Niet iedere overeenkomst wijst op een nauwe relatie: alleen nieuwe kenmerken die bepaalde soorten delen, de zogenaamde synapomorfieën, zijn daarvoor een bewijs. Om die synapomorfieën te vinden is het nodig systematisch alle eigenschappen van de te onderzoeken groep soorten op een rijtje te zetten. Tot in de jaren zeventig was het echter ondoenlijk om handmatig die gegevens verder volledig te verwerken. Maar in de jaren tachtig zorgde de snel toenemende rekenkracht van computers voor een doorbraak. Een computerprogramma rekent tegenwoordig de stamboom uit die het geringste aantal evolutionaire "stappen" (veranderingen) veronderstelt en dus de waarschijnlijkste is. Meteen levert dat de synapomorfieën op van alle aftakkingen van de stamboom. Zo'n tak heet een klade die bestaat uit de laatste gemeenschappelijke voorouder — de soort die zich van de stam heeft afgesplitst en zo de tak vormde — en al zijn afstammelingen. De kladistiek werd de kernmethode in de moderne fylogenie, als deel van een algemene verschuiving in de wetenschap in de richting van de kwantitatieve methode. Het subjectieve oordeel van de onderzoeker die eerst moest afgaan op een zeer algemene indruk van de, vaak misleidende, gelijkenis in bouw, hoogstens gecorrigeerd door wat belangrijke synapomorfieën, werd vervangen door een veel objectiever proces dat een exacte uitkomst kon opleveren.
De moderne cladistische analyses, om te beginnen die van Jacques Gauthier uit 1986, bevestigden het oordeel van Ostrom dat de vogels tot de Theropoda behoorden en ook hun nauwe verwantschap met Deinonychus. De vogels delen vele synapomorfieën met de Dromaeosauridae; met het totaal van alle steeds omvattender dinosauriërkladen waartoe ze behoren, hebben ze wel een paar honderd van dergelijke nieuwe eigenschappen gemeen. De analyses verschaften echter ook een veel gedetailleerder beeld van de plaats van de vogels in de Theropoda. De Dromaeosauridae bleken samen met de Troodontidae een groep te vormen, de Deinonychosauria, die de zusterklade was van de vogels. De vogels en de Deinonychosauria vormden samen weer de Eumaniraptora. Die bleken weer deel te zijn van een grote groep op de vogels lijkende dinosauriërs, waaronder ook de Oviraptorosauria, die de Maniraptora werd genoemd. Die zijn met de Ornithomimosauria deel van de Maniraptoriformes en daarna pas bereiken we al afdalend in de stamboom ongeveer het niveau van de nog meer omvattende Coelurosauria waartoe ook Compsognathus behoort. Vogels zijn dus geen basale dinosauriërs, laag in de stamboom, maar vertegenwoordigen een afgeleide aftakking, dus een die zowel in vorm afwijkend is als hooggelegen — in hun geval zelfs de hoogste tak want het zijn de enige dinosauriërs die nog bestaan.
Een deel van de exactheid binnen de cladistiek betreft ook het geven van definities voor de kladen. Dat gebeurt door twee afstammelingen aan te wijzen waarvan de laatste gemeenschappelijke voorouder die van de hele klade is, of door de klade gelijk te stellen aan alle soorten die nauwer verwant zijn aan een bepaalde afstammeling dan aan de zustergroep van de klade. Als meest afgeleide en enige nog overlevende groep dinosauriërs worden bij de definities daarvan ook de vogels vaak gebruikt zodat die tegenwoordig al per definitie tot de steeds nauwer omschreven groepen van de Theropoda, Tetanurae, Avetheropoda, Coelurosauria, Maniraptoriformes, Maniraptora en Eumaniraptora behoren, iets wat echter niets impliceert over hun feitelijke positie en het hypothetische gevaar in zich draagt dat al deze zeer gebruikelijke namen waardeloos raken — of althans geherdefinieerd moeten worden — als mocht blijken dat de vogels anders dan het bewijs tot nu toe aangaf, toch niet nauw aan de dinosauriërs verwant zouden zijn.
Ook de vogels zelf, de Aves, werden nu exact gedefinieerd en daarbij gebruikte men (meestal: er zijn verschillende definities) Archaeopteryx en een moderne vogel als afstammelingen. Het bereik van het begrip vogel werd zo bepaald door de grote historische rol die de "oervogel" gespeeld had in de ontdekkingsgeschiedenis van de afkomst van de vogels. Daar zit echter een element van toeval en willekeur in: het had ook een iets eerdere of latere afsplitsing kunnen zijn die bekend geworden was. Iets ruimer is het begrip Avialae: die soorten die dichter bij de moderne vogels staan dan bij de Deinonychosauria. Daaronder kunnen zich dus ook mogelijke soorten bevinden die eerder afgesplitst zijn dan Archaeopteryx. Ook dit is echter weer niet vrij van willekeur: alleen in een subjectieve keuze kunnen we aangeven waar we de grens tussen de vogels en de andere dinosauriërs willen leggen. In de werkelijkheid zelf is zo'n grens pas waarneembaar als we die keuze al gemaakt hebben. Dit inzicht betekende een breuk met het oudere taxonomische denken waarin de Aves en de Reptilia als absolute grootheden tegenover elkaar geplaatst werden, ieder in een aparte "klasse", en waarbij een soort als Archaeopteryx niet alleen een overgang in bouw vertegenwoordigde maar ook een, speciaal te verklaren, brug tussen twee diergroepen. In kladistische begrippen bestaat zo'n brug helemaal niet want vogels stammen niet af van "de" dinosauriërs: ze zijn zelf dinosauriërs — en vormen daarvan een onderverdeling, waarbij ze afstammen van andere  dinosauriërs die zich samen met hen in een wat ruimere onderverdeling bevinden.

### Chinese vondsten

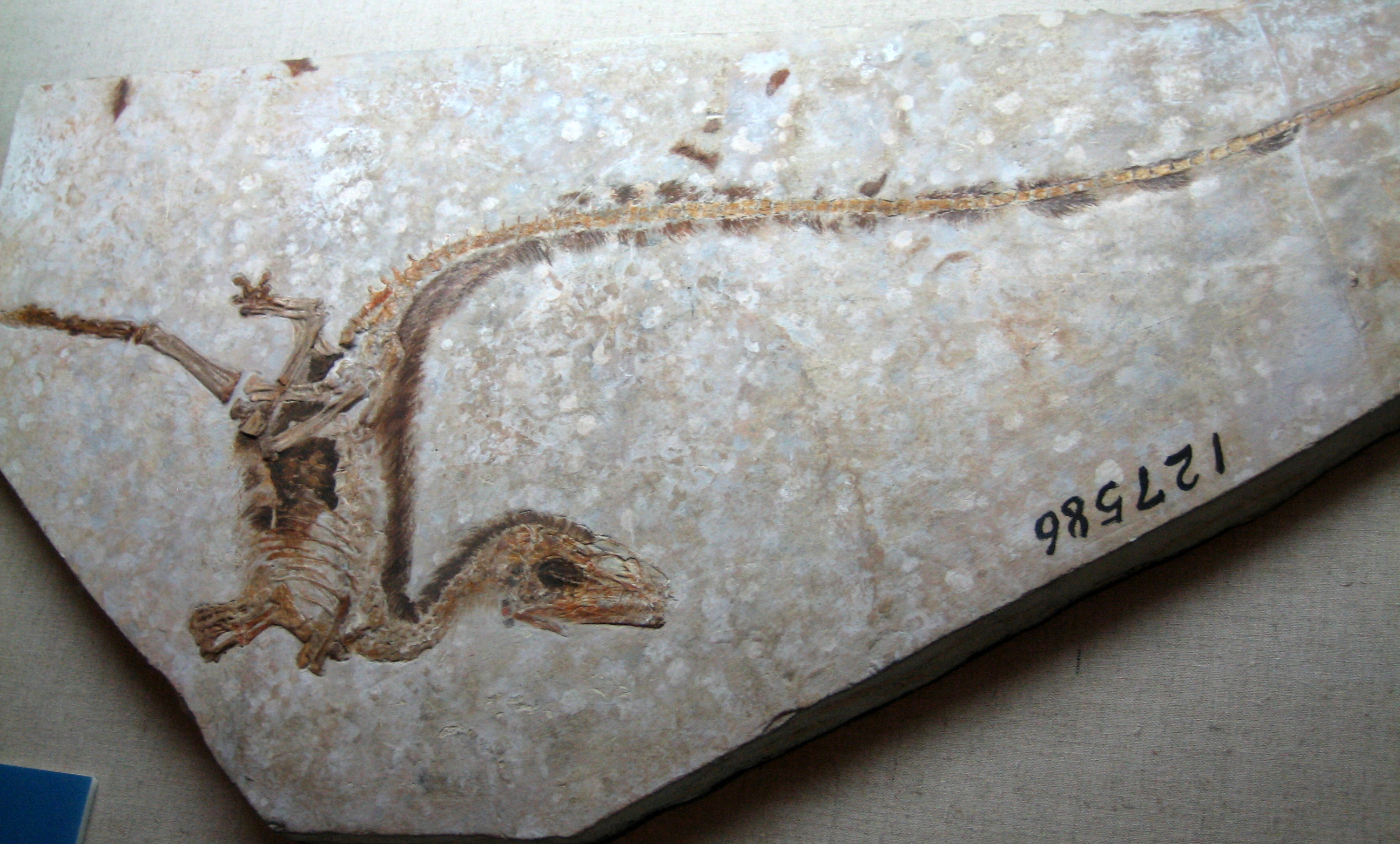
Sinosauropteryx

Behalve deze veranderingen in methodiek vergrootten ook nieuwe vondsten onze kennis en inzichten. De belangrijkste daarvan werden gedaan in China waar begin jaren negentig de Jeholgroep fossielen begon op te leveren van zowel een opmerkelijke kwantiteit — tot nu toe is er een ware stroom aan publicaties geweest over tevoren volledig onbekende soorten — als kwaliteit: door de uitzonderlijke goede conserveringsomstandigheden zijn vaak ook de omzettingsresten van de weke delen bewaard gebleven. De Jeholgroep dateert uit het Onder-Krijt en bij deze fossielen bevonden zich vele Maniraptora die toen een snelle diversificatie doormaakten, waaronder ook vogels.

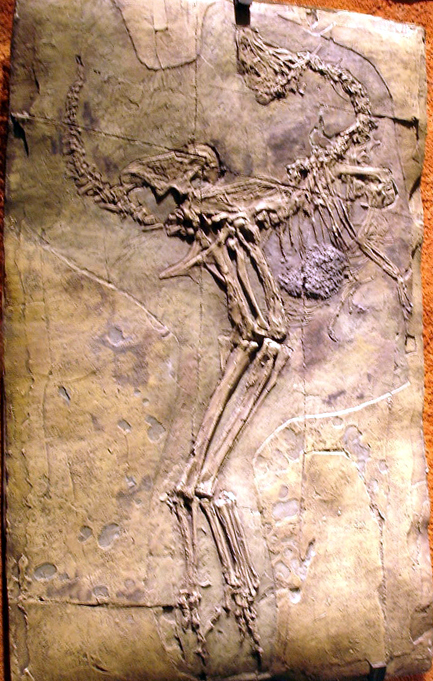
Caudipteryx, een bevederde oviraptorosauriër

Deze vondsten bleken in vele opzichten van bijzonder belang te zijn voor de studie van de oorsprong van de vogels. Om te beginnen werd in 1996 Sinosauropteryx beschreven, een basale coelurosauriër. Het fossiel toonde resten van een primitief verenkleed of "protoveren", een bevestiging van Bakkers voorspelling dat warmbloedige theropoden een isolerende huidbedekking bezaten.
Kort daarop volgde de bekendmaking dat er fossielen waren gevonden van verschillende Maniraptora die, hoewel ze geen vogels waren, wel een volledig verenkleed bezaten met veren van een moderne bouw met schacht en baarden, met contourveren op het lichaam en slagpennen aan de armen en pronkveren aan de staart. Hoewel een van de fossielen, "Archaeoraptor", een vervalste combinatie bleek te zijn van twee verschillende Maniraptora, was de meerderheid van de vondsten zo indrukwekkend dat ze de dinosauriërhypothese ook bij het grotere publiek bekendmaakten. Veren werden zozeer met vogels geassocieerd dat het bezit ervan op een direct verband met die groep leek te wijzen.

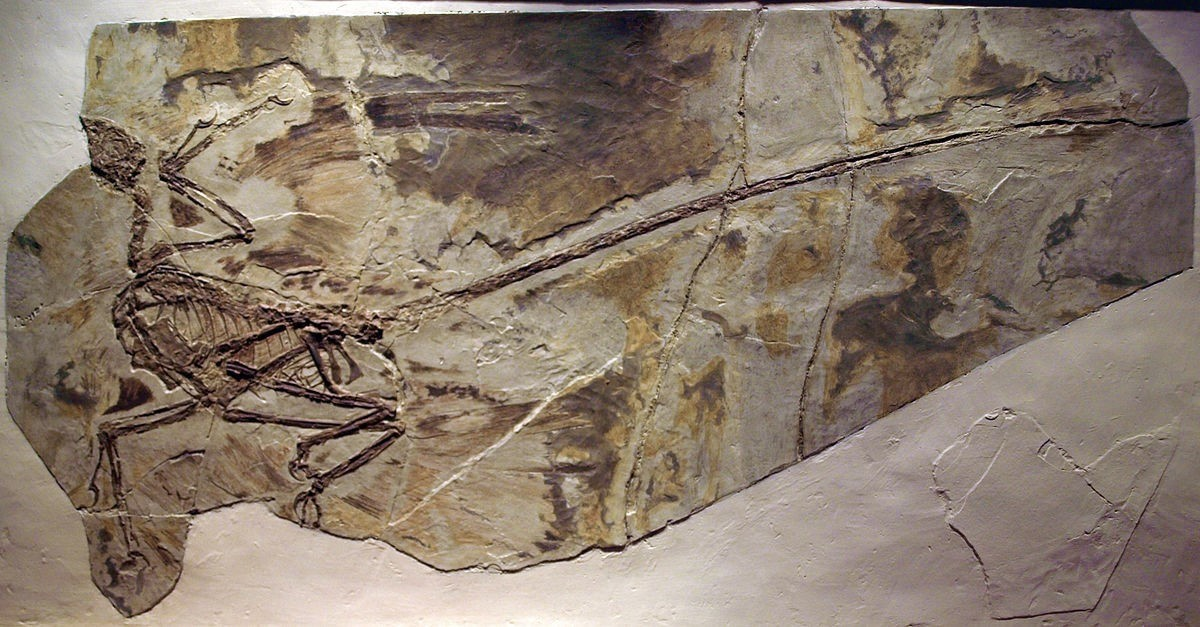
Microraptor

Zeer belangwekkend was de vondst van Microraptor, een bevederde dromaeosauride, waarvan de armen en slagpennen zo groot waren dat ze als echte vleugels gefunctioneerd konden hebben. Dit was een aanwijzing dat het begin van het vermogen tot vliegen zich dieper in de stamboom heeft voorgedaan dan eerst werd aangenomen. Wellicht kon Microraptor zelf niet vliegen, maar in ieder geval wel door de lucht glijden. Omdat het dier niet op de grond kon overleven, zou dit betekenen dat vliegen in bomen ontstond.
Behalve deze aansprekende morfologische gegevens leverde ook het groeiend aantal bekende Maniraptora een grotere betrouwbaarheid en detaillering van de fylogenetische stamboom op. Er werden kleine basale dromaeosauriden ontdekt zoals Mahakala, maar onder de Chinese vogelfossielen bevonden zich ook basale vogels, zoals Confuciusornis en Jeholornis, die maar iets hoger in de stamboom stonden dan Archaeopteryx, zodat ze veel informatie konden geven over de vroegste vogelevolutie.

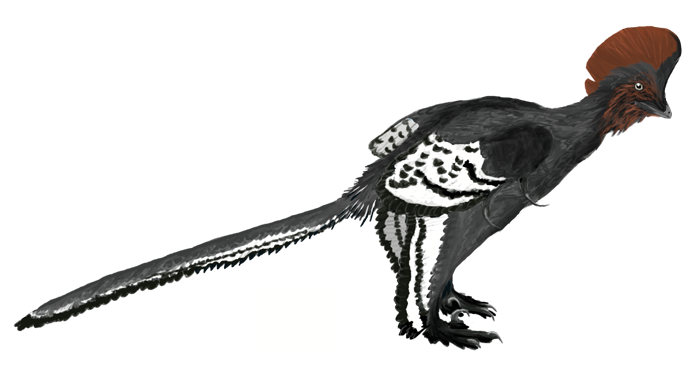
Anchiornis

In 2009 werd ook een mogelijk basaal lid van de Avialae beschreven, Anchiornis. Deze vorm zou op de tak die naar de vogels voert nog iets dieper in de stamboom gelegen hebben dan Archaeopteryx en dus het dichtst van alle tot nu toe bekende soorten bij de vogels gestaan hebben; misschien gaat het echter om een zeer basale troödontide. Aan de andere kant kan het ook zelf een basale vogel geweest zijn; de beschrijving in 2011 van Xiaotingia, een mogelijk nauwe verwant van Archaeopteryx, wijst daarop.

## Hoe vogels ontstonden
Aan het einde van het Krijt roeide een catastrofe, waarschijnlijk de inslag van een grote meteoriet, de nauwste verwanten van de vogels uit. Sinds dat moment, 66 miljoen jaar geleden, hebben de vogels een bouw en uiterlijk die ze duidelijk onderscheidt van alle andere dieren — ook al delen ze als reptielen of Sauropsida daarvan de fundamentele morfologie. Hun naaste nog levende verwanten, de Crocodilia, zien er heel anders uit. Al die kenmerkende eigenschappen lijken echter alleen uniek als we uitgaan van de huidige toestand. Bekijken we de ontwikkeling door de tijd heen dan blijkt dat ze niet in één keer zijn verworven en ook zeker niet uitsluitend door de vogels. De allereerste zijn geëvolueerd bij voorouders die zelf nog lang geen vogel waren. Die ontwikkeling had eerst niets van doen met het vliegen; voor en door een andere functie geselecteerd zouden zulke eigenschappen pas later voor dat doel ingezet worden, een proces dat exaptatie heet.

### Vogelkenmerken bij de Archosauriformes
Van de grote reptielengroep van de Diapsida zijn de vogels tegenwoordig de enige vertegenwoordigers met een isolerende lichaamsbedekking en warmbloedigheid. Hun veren en hoge stofwisseling zijn zo typerend dat ze lang als beslissende gronden werden aangevoerd voor een aparte status als "klasse". Het is echter mogelijk dat juist deze onderscheidende kenmerken op de stamlijn naar de vogels tot de oudste behoren en dat ze ontstaan zijn bij de basale leden van een veel omvattender groep: de Archosauriformes. Uit recente vondsten is namelijk bekend dat ook de Ornithischia een soort vacht hadden en al langer is duidelijk dat dit geldt voor de pterosauriërs. Verder blijken de belangrijkste genen die de ontwikkeling van veren regelen al bij vroege archosauriformen ontstaan te zijn. Mocht het hier gaan om een ware homologie (materiële identiteit van eigenschappen doordat ze geërfd zijn van een gemeenschappelijke voorouder) dan was warmbloedigheid waarschijnlijk oorspronkelijk voor de Archosauria — waarna de krokodilachtigen het later, zodat hun huidige koudbloedigheid secundair is, zouden verliezen — en is vermoedelijk nóg eerder ontstaan. Dit wordt bevestigd door de botstructuur van Euparkeria. De hoge stofwisseling zou een verklaring kunnen zijn voor het grote succes van de archosauriërs, die tijdens het Trias de Synapsida (waartoe ook de zoogdieren behoren) uit de niches van grote landdieren zouden verdringen. In het midden van de twintigste eeuw werd nog algemeen aangenomen dat warmbloedigheid en een verenkleed ontwikkeld waren om het vliegen mogelijk te maken.

### Vogels zijn Dinosauromorpha

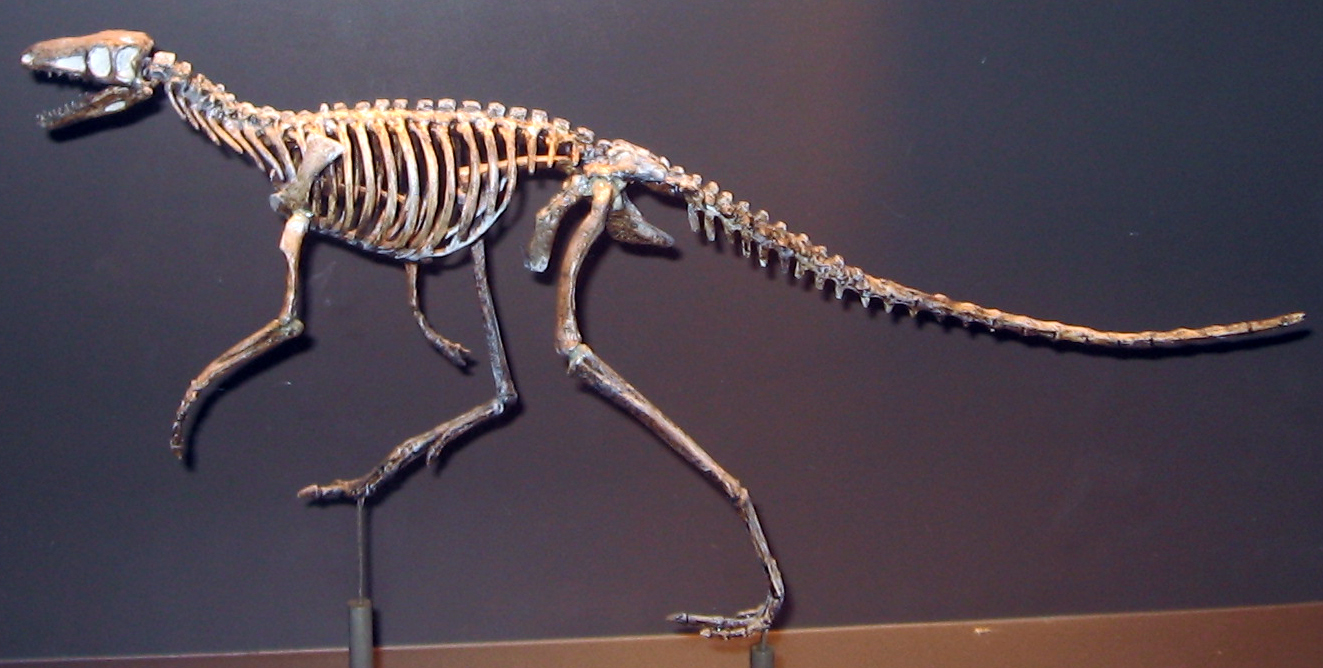
Een meer basale dinosauromorf als Marasuchus had al de typische vogelproporties

Uitzonderlijk onder de diapsiden is ook de manier van lopen bij de vogels: op de achterpoten, die recht onder het lichaam staan. Hun verre voorouders hadden nog de bouw als een tegenwoordige hagedis met zijwaarts staande poten waarvan het bereik vergroot werd door een krommende beweging van de romp. Die laatste is bij vogels juist erg stijf en onbeweeglijk. Erg mobiel daarentegen is de lange S-vormige nek die eindigt in een vrij klein hoofd. Dit alles werd traditioneel wederom verklaard als aanpassingen voor de vlucht: de vogels hadden de armen vrij moeten maken om ze als vleugels te gebruiken; een stijve romp was nodig om niet vervormd te raken door de enorme krachten die tijdens de vleugelslag worden uitgeoefend. In feite echter ontstonden deze eigenschappen al bij een subgroep van de archosauriërs: de Dinosauromorpha. Deze ontwikkelden — nadat eerdere archosauriformen al een meer opgerichte gang hadden verworven — een heupkop die haaks op de lengteas van het dijbeen staat, zodat de achterpoten nog slechts in de bewegingsrichting van het hele dier van voor naar achteren konden bewegen. Dit werd verder vergemakkelijkt door een afgeleide mesotarsale enkel met een simpel scharniervlak, wat de kans op een zijdelings verzwikken vermindert. De romp kon zo stijf gehouden worden wat de longfunctie en dus de zuurstofvoorziening verbetert. Terwijl de benen langer werden en de dieren als teengangers gingen lopen in plaats van zoolgangers, werden de voorpoten korter en verloren hun dragende functie. Een langere nek compenseerde voor de toegenomen lichaamshoogte, zodat de kop de grond kon blijven bereiken. Lang voor de vogels zelf, ontstonden in het Trias zo de typische proporties van een vogel.

### Vogels zijn Dinosauria

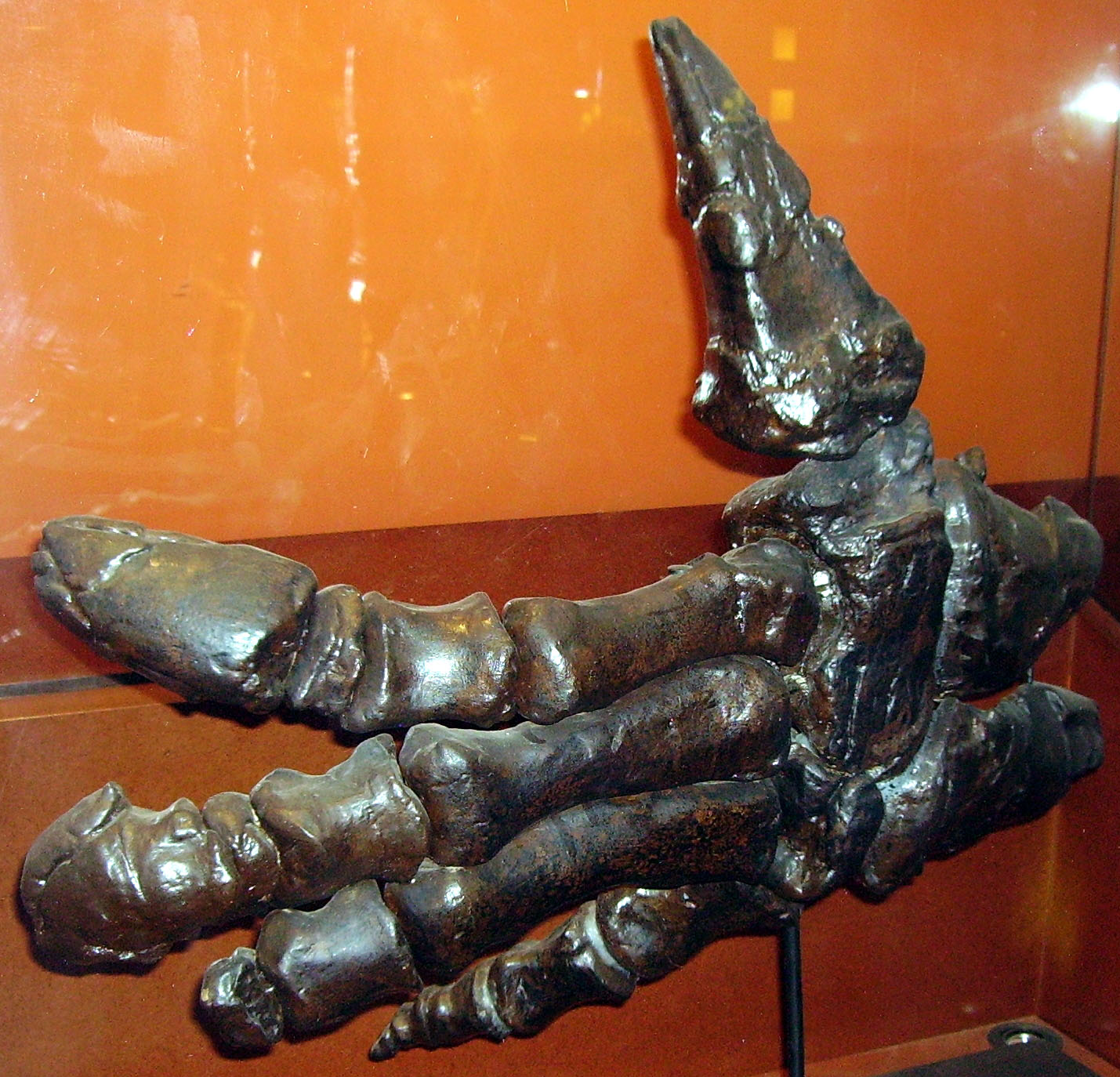
Dinosauriërs, zoals Iguanodon hier, hebben een semi-opponeerbare duim

Bij de vogels heeft de duim een speciale functie: voorzien van veren is die veranderd in de alula, een soort vleugelklep die net zo werkt als de neusschoep van vliegtuigen. Hij kan met zijn tipwervel de luchtstroom over de bovenzijde van de vleugel bij een grote invalshoek, dus als de vogel met een schuine stand opstijgt of daalt, stabiliseren, zodat het dier ondanks een lage snelheid niet overtrokken raakt en neerstort doordat de vleugel zijn opwaartse kracht verliest. Het vermogen om, doordat het gewricht van het eerste kootje meer naar buiten gedraaid is, de duim onder of schuin boven de andere vingers te brengen is een synapomorfie ofwel nieuwe gedeelde eigenschap van een deelgroep van de Dinosauromorpha: de Dinosauria. Bij de dinosauriërs werd ook de functie van de achterpoten versterkt: het darmbeen werd langer, het zitbeen versmalde en er ontstond een perforatie in het heupgewricht om de kop van het dijbeen beter te omvatten. Dit zijn allemaal nog steeds kenmerken van de vogels.
Een andere synapomorfie van de dinosauriërs is het uitgroeien van het sprongbeen over het scheenbeen, waardoor ook de moderne vogels nog een stuk bot voor op deze tibia hebben. Omdat in alle dinosauriërgroepen aanwijzingen zijn gevonden voor broedkolonies of broedzorg, is het mogelijk dat het broeden van de vogels een volgende eigenschap is die haar oorsprong vond rond de afsplitsing van de dinosauriërs. Vogels hebben tegenwoordig eieren van een speciaal type, dat sterk verschilt van de lederachtige eieren van andere reptielen. Een uniek kenmerk daarvan is onder andere de gelaagdheid van de eierschaal; die gelaagdheid is een eigenschap die alle dinosauriëreieren delen. Vermoedelijk heeft ook de vorming van een hoornsnavel bij de allereerste dinosauriërs plaatsgevonden.

### Vogels zijn Saurischia
De ademhaling van de vogels is tegenwoordig volstrekt uniek: de longen veranderen niet van volume om als een balg de lucht heen en weer te pompen maar zijn stijf. De lucht gaat door een ingang naar binnen en door een aparte uitgang weer naar buiten, zodat de luchtstroom altijd in één richting loopt wat de zuurstofopneming aanzienlijk verbetert. Niet de longen zelf maar een ingewikkeld systeem van luchtzakken en kleppen pompt de lucht rond. Die luchtzakken vertakken zich tot in de botten die daardoor gepneumatiseerd worden: doortrokken van luchtholtes. Lange tijd werd deze speciale bouw bij uitstek gezien als een aanpassing aan het vliegen: de gewichtsbesparing en het hoge zuurstofgebruik zouden de bepalende selectiefactoren zijn geweest. Het is echter ontdekt dat ook de Sauropoda, die zich als zwaarste landdieren aller tijden niet van de grond konden verheffen, zulke luchtzakken bezaten. Die schijnen dus geëvolueerd te zijn bij de basale leden van een deelgroep van de dinosauriërs: de Saurischia, die de Theropoda (de tak die naar de vogels loopt) en Sauropodomorpha (waaronder de Sauropoda) omvatten — als ze niet nóg ouder zijn want ook pterosauriërs hadden luchtzakken. Andere vogeleigenschappen die bij de vroege saurischiërs hun oorsprong vinden zijn wellicht een verlenging van de halswervels en een verlenging van de tweede vinger ten opzichte van de derde.

### Vogels zijn Theropoda

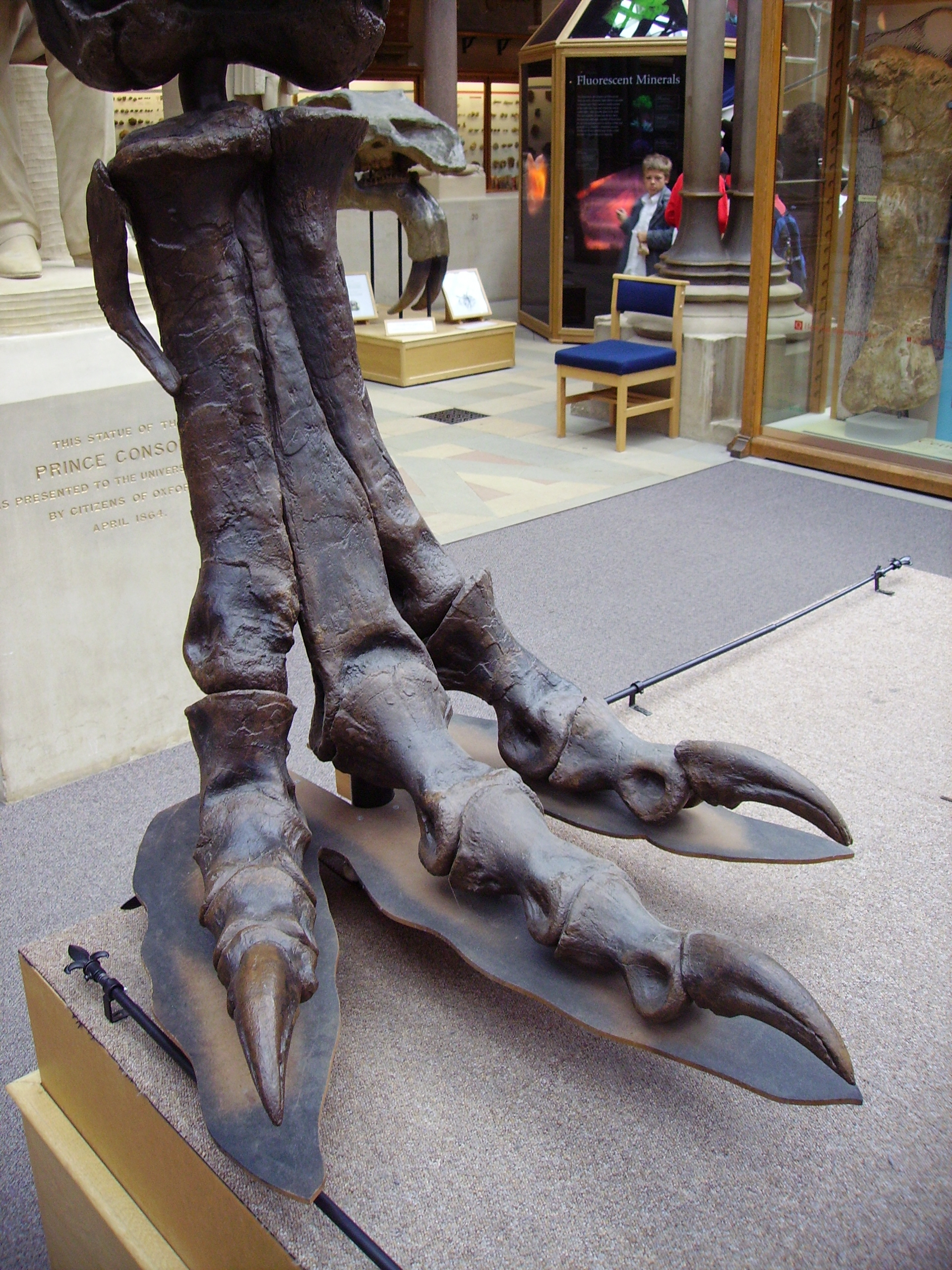
De voet van een theropode, hier Tyrannosaurus

Vogels hebben een typische voet met drie dragende tenen, terwijl de eerste en vijfde teen gereduceerd zijn; met schubben bedekt is het nog steeds een onderdeel dat meteen aan reptielen doet denken, maar omdat basale Dinosauromorpha nog vijf langere tenen hadden, is het een afgeleid kenmerk. Dit ontwikkelde zich bij de theropode tak van de Saurischia, vermoedelijk als een aanpassing om de snelheid bij het lopen op de grond te vergroten. Daarvoor werd de voet ook verlengd; later zouden de vogels dit gebruiken voor een sterkere afzet om het luchtruim te kiezen. Bij de Theropoda kon de hand zich verder strekken door rondere uiteinden van de middenhandsbeenderen, een kenmerk van basale vogels.

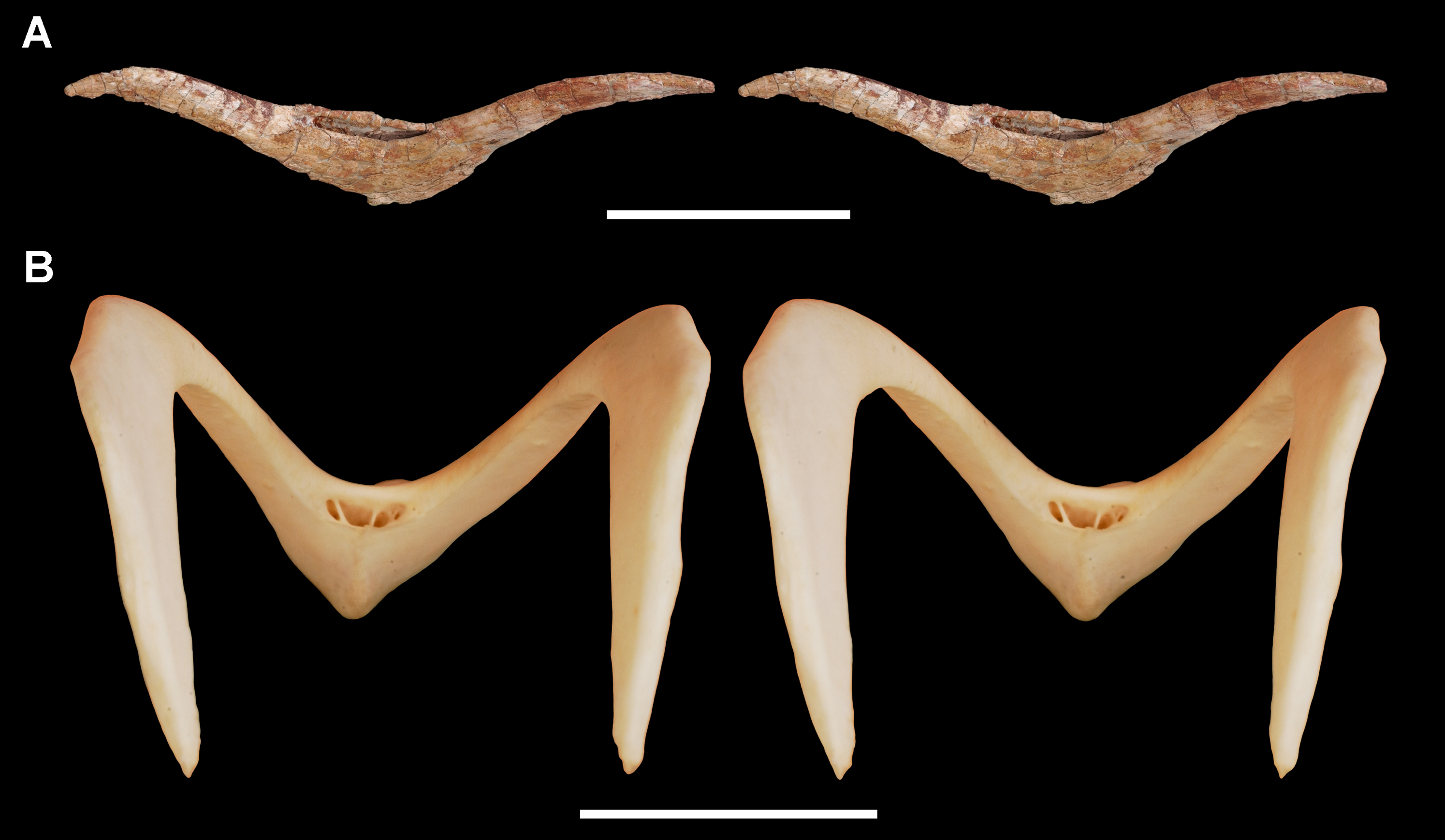
De furcula van Aerosteon, boven, vergeleken met die van een gans. De "neergaande takken" bij de laatste zijn de aangegroeide ravenbeks(sleutel)beenderen

Heilmann dacht nog dat sleutelbeenderen bij dinosauriërs niet meer voorkwamen en de furcula of vorkbeen, de vergroeiing van de sleutelbeenderen in een enkel element, zag men algemeen als uniek voor de vogels omdat men het niet anders wist te verklaren dan als een methode om samendrukking van de borstkas tijdens het vliegen te voorkomen. In feite duikt de furcula al bij zeer basale theropoden op, zoals Syntarsus. De functie ervan is echter niet heel duidelijk. Een andere verandering bij de schoudergordel die later bij het vliegen van pas zou komen, was het meer zijwaarts draaien van het schoudergewricht, zodat de armen hoger geheven konden worden.
Vogels hebben een zeer beweeglijke kop; het vermogen het hoofd beter te wenden ten opzicht van de nek is verworven door de basale theropoden die een vergrote condylus occipitalis ontwikkelden, het "balgewricht" achter op de schedel. Bij deze vormen nam ook de interne beweeglijkheid van de schedeldelen ten opzichte van elkaar, hun kinesis, sterk toe. Alle beenderen werden bij de theropoden holler, vooral de wervels en die van de ledematen. Basale theropoden hebben een prismatische eierschaal, een voorloper van de harde eieren van vogels.

### Vogels zijn Tetanurae
De hand van de vogels heeft drie vingers, opnieuw een reductie aangezien basale Saurischia nog vijf vingers hadden. De vermindering naar drie vond plaats bij de vroege Tetanurae, een deelgroep van de Theropoda; vermoedelijk waren toen de vijfde en vierde vinger weggevallen. Meer basale Tetanurae tonen ook andere eigenschappen van vogels: een verlies van de achterste tanden, een verlenging van de uitgroei van het sprongbeen en, de hele groep is ernaar genoemd, de verstijving van de staart door verlengde uitsteeksels van de staartwervels. Tetanurae hebben eierschalen van het ornithoïde type; de Neognathae, waartoe de meeste moderne vogels behoren, hebben een afgeleid subtype maar dat van loopvogels is gelijk aan dat van eerdere tetanuren.

### Vogels zijn Avetheropoda
Meer directe aanwijzingen in de vorm van speciale aanpassingen, onder andere van de ribben, voor luchtzakken, vinden we bij een deelgroep van de Tetanurae: de Avetheropoda. Ze zouden kunnen duiden op een vergroot systeem voor een nog hogere stofwisseling. Luchtzakken bevonden zich nu ook achter de longen en werden aangedreven door de beweeglijker ribben. De pneumatisering van de botten en de verstijving van de staart nam toe. Het middelste middenvoetsbeen begon naar boven toe te versmallen.

### Vogels zijn Coelurosauria

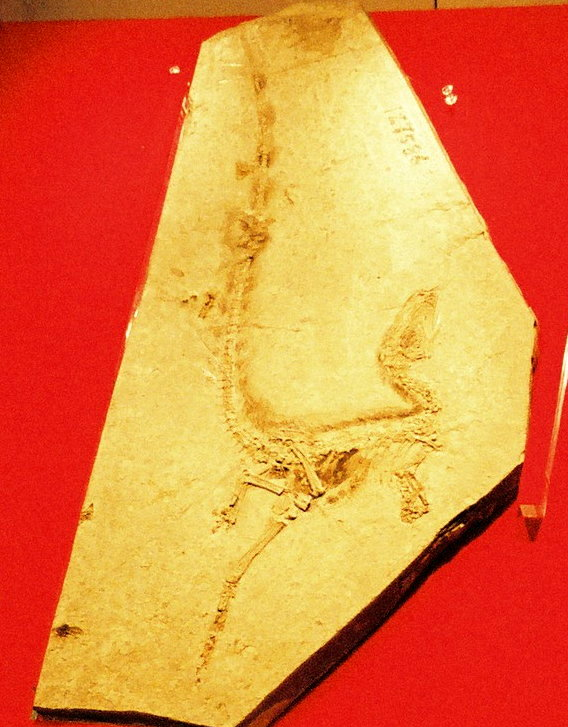
Sinosauropteryx

Direct bewijs voor een primitief verenkleed duikt op bij de basale Coelurosauria, een deelgroep van de Avetheropoda. Het gaat om haarvormige structuren bij Sinosauropteryx die een soort korte vacht vormen. Meer behoudend ingestelde onderzoekers hebben geen eerder voorkomen van zo'n lichaamsbedekking bij meer omvattende groepen willen veronderstellen maar de ontdekking van de behaarde dan wel bevederde ornithischiër Tianyulong wijst erop dat zo'n beperking wellicht al te voorzichtig is.
Vogels delen verder vele detailkenmerken met de andere coelurosauriërs, vooral in het verhemelte, de polsbeenderen, het bekken en de schoudergordel. Er ontstonden drie paar sternale ribben die aan het borstbeen vastzaten.

### Vogels zijn Maniraptoriformes
De huidige vogels hebben een duidelijk grotere hersencapaciteit dan de andere reptielen. Dit is weer verbonden met een zeer goed gezichtsvermogen; het reukvermogen is echter matig. Grotere hersenen zijn een kenmerk van een deelgroep van de Coelurosauria, de Maniraptoriformes; de reuklobben namen echter in relatieve grootte af. Vermoedelijk nam ook de lengte van de armen verder toe.

### Vogels zijn Maniraptora

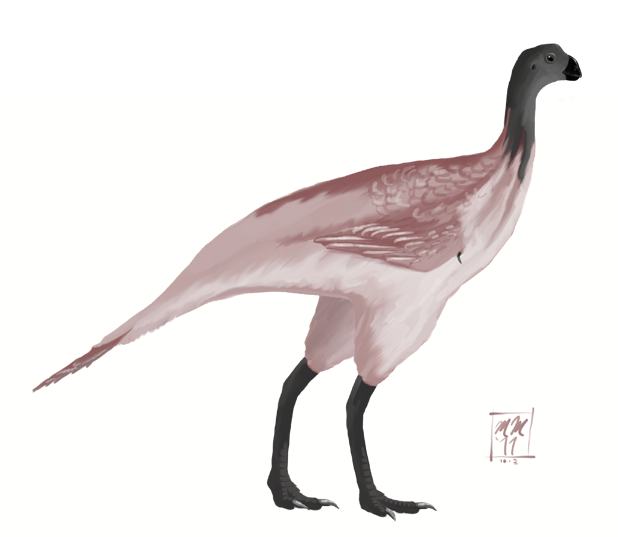
De maniraptoor Avimimus

Bij een deelgroep van de maniraptoriformen, de Maniraptora, treffen we, naast protoveren van allerlei vorm, echte veren aan van een moderne structuur met een schacht en baarden. Die vormen een volledige bedekking van het lichaam; op de armen en het uiteinde van de staart zitten langere pennen. De maniraptoren tonen een volledige overgangsreeks van "haren" naar pluimen en via veren met een schacht en baarden naar pennen met door haakjes verstevigde vanen.
De armen en handen zijn ook sterk verlengd en de uiterste polsbeenderen, de carpalia, hebben, in een proces dat al bij de basale coelurosauriërs begon, de vorm van een halve maan gekregen wat het mogelijk maakt de "vleugel" beter op te vouwen om beschadiging van de lange veren te voorkomen. Al deze kenmerken zouden vroeger als vanzelfsprekend als aanpassingen aan het vliegen geduid zijn. De moderne verklaring ervoor verwijst echter naar een veelheid van functies: een betere isolatie; het gebruik als pronk- en baltsveren; een betere verwarming van de eieren bij een echt broeden in moderne zin; een verbeterde grijpfunctie van de armen tijdens de jacht.
Bij de Maniraptora nam de flexibiliteit van de nek verder toe.

### Vogels zijn Eumaniraptora

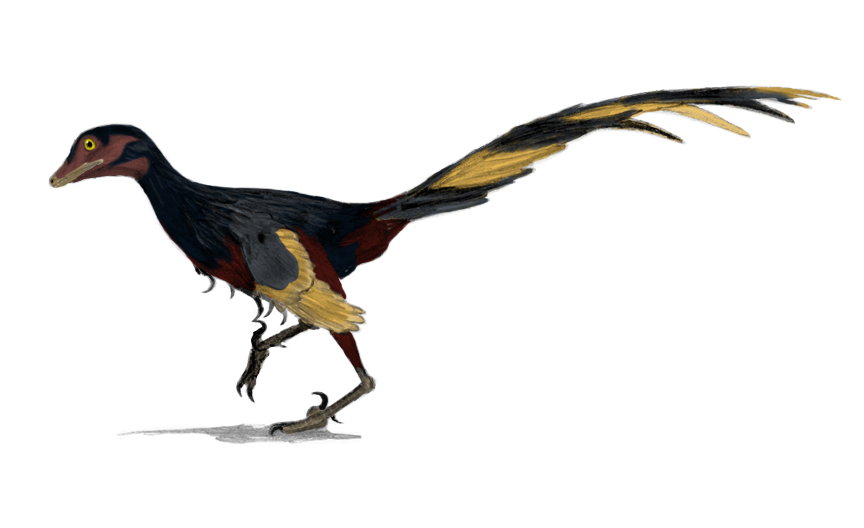
Deinonychosauria, zoals de troödontide Jinfengopteryx, zagen er zeer vogelachtig uit

De Avialae, de vogels en hun voorlopers, zijn met hun zustergroep de Deinonychosauria verenigd in een deelgroep van de Maniraptora: de Eumaniraptora. De vogels delen vele, vaak minieme, details in de schedel met de andere eumaniraptoren, waaronder een ruitvormig bovenvlak van het supraoccipitale. Het darmbeen werd parallellogramvormig. Een opvallende verandering is dat het schaambeen meer naar achteren gericht wordt en versmalt. Vroeger typisch verklaard als een betere massaverdeling tijdens de vlucht door de ingewanden meer naar achteren te brengen, komt het kenmerk ook bij de dromaeosauriden voor. Zelfs de beruchte sikkelklauw van de Deinonychosauria heeft zijn tegenhanger bij Archaeopteryx, waarvan de tweede teen ook opgetrokken kon worden. De deinonychosauriërs tonen een overgang van normale theropode tanden naar tandkronen die aan de basis versmald zijn, een vogelkenmerk dat Alick Walker nog als een aanwijzing voor een directe relatie met de krokodillen zag.
Sommige dromaeosauriden, zoals Microraptor, hadden heel lange armen met lange asymmetrische slagpennen. Ze waren minstens tot een glijvlucht in staat en misschien zelfs tot een slagvlucht. Een mogelijke aanpassing aan het vliegen is bij de Deinonychosauria de verminderde rotatie van de onderarm.

### Vogels zijn Avialae

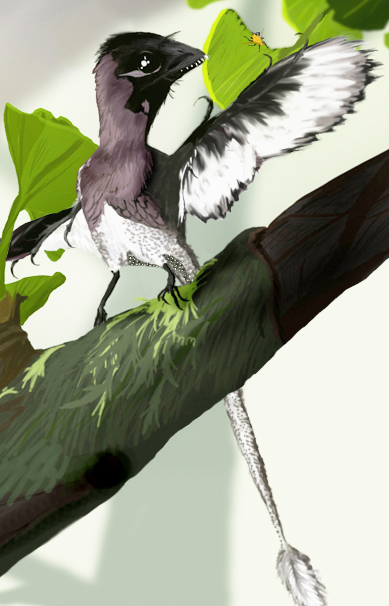
De basale aviaal Epidendrosaurus

Bij de Eumaniraptora aangekomen zijn we nog maar twee onderverdelingen van de vogels verwijderd. Bij de verdere afsplitsingen zouden zich geen heel grote veranderingen in bouw voordoen. Archaeopteryx verschilt maar in een beperkt aantal eigenschappen van de laatste gemeenschappelijke voorouder der eumaniraptoren. We weten echter niet precies wanneer die zich op de eumaniraptore stamlijn die direct naar de vogels voert, de Avialae, voor het eerst voordeden of in welke volgorde. De basale avialen die we kennen, zoals Scansoriopteryx en Epidendrosaurus, zijn meestal lastig te interpreteren omdat ze incompleet zijn of de fossielen van jonge dieren. Daarbij schijnen ze, zoals uit de ontdekking van Yi blijkt, een voor dinosauriërs geheel uniek systeem van membraanvleugels ontwikkeld te hebben. Op de stamlijn werd de snuit puntiger, de tanden namen wellicht af in aantal en ze verloren hun karteling; de handen werden nog iets groter. Misschien konden de meeste basale avialen vliegen. De staart verstijfde verder door langere werveluitsteeksels.

### Vogels als vogels

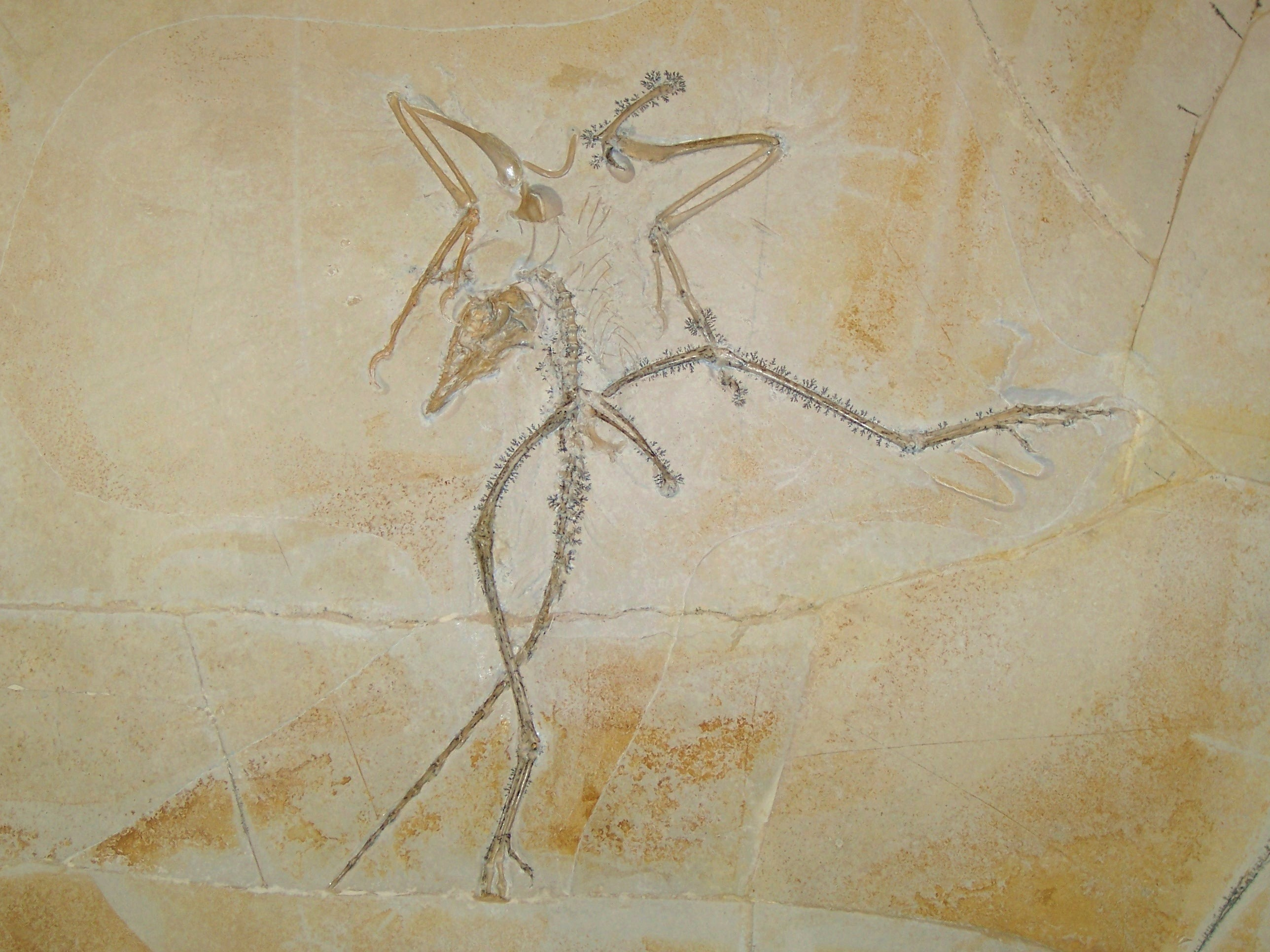
Archaeopteryx verschilde maar weinig van zijn directe voorouders

De ons onbekende laatste gemeenschappelijke voorouder van alle vogels, de échte oervogel die in het midden van het Jura leefde, moet in bepaalde eigenschappen van zijn verwanten onder de avialen verschild hebben. Dit zijn de synapomorfieën, gedeelde nieuwe kenmerken, van de vogels. Archaeopteryx kan ons daarover goede aanwijzingen verschaffen, maar is geen perfecte informatiebron daar deze soort zelf ook maar een afsplitsing is — zij het vroegste die we kennen — zonder nog levende nakomelingen en dus geheel eigen unieke kenmerken ontwikkeld zal hebben, zijn zogenaamde autapomorfieën. Door het toenemen van onze kennis is het aantal bekende synapomorfieën van de vogels de laatste tijd steeds afgenomen. Van sommige vermeende synapomorfieën is het namelijk duidelijk geworden dat ze zich al eerder bij de basale avialen ontwikkeld hebben; andere, zoals een met een slaapvenster versmolten oogkas, een naar achter grijpende grote teen en de sluiting van een gat in de onderkaak, werden verondersteld al bij Archaeopteryx voorgekomen te zijn maar bleken uit beter fossiel materiaal, zowel van deze soort zelf als van andere basale vogels, toch latere ontwikkelingen te moeten zijn geweest. Een mogelijke valide synapomorfie is nog de reductie van de staart naar 23 wervels, hoewel sommige basale avialen een nog kortere staart hebben.
In een iets kortere staart ligt natuurlijk niet de essentie van het vogel-zijn besloten. Dat de vogels, die tegenwoordig zo'n wezenlijk andere groep vormen, in het beeld dat de huidige stand van wetenschap over hun evolutie kan verschaffen, zonder plotse overgangen in andere groepen vervloeien, is een teken dat die wetenschap correct hun plaats bepaald heeft.

### Niet alle vogels zijn moderne vogels

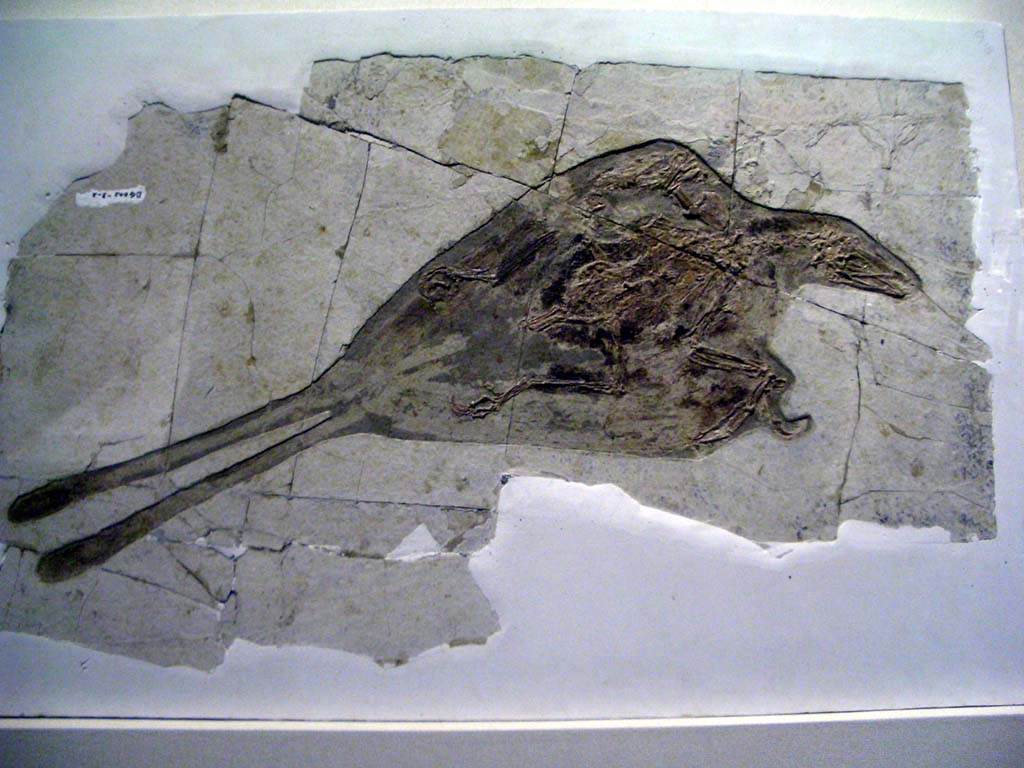
Zelfs een zeer basale vogel als Confuciusornis is al erg afgeleid in vorm ten opzichte van Archaeopteryx

Vogels zouden in de 150 miljoen jaar na Archaeopteryx nog een aanzienlijke evolutie meemaken. Iedere moderne vogel, lid van de Neornithes, verschilt enorm van de "oervogel". De staart verkortte tot een os pygostyle. De tanden verdwenen. Vele schedelbeenderen smolten samen en sommige veranderden in een mechanisme om prokinese mogelijk te maken, het opklappen van de bovenkaak. De vingers vergroeiden. Er kwam een kam op het borstbeen om de vliegspieren te verankeren, met een speciaal katrolmechanisme om de vleugel te heffen. Pols- en middenhandsbeenderen vergroeiden in een carpometacarpus. Het aantal wervels verminderde, de romp verstijfde volledig en de buikribben verdwenen geheel. Het kuitbeen verdween bijna. De middenvoetsbeenderen vergroeiden tot een enkel element, de tarsometatarsus. Het dijbeen verkortte en de hoofdrotatie van de benen verplaatste zich van de heup naar de knie. Schaambeen en zitbeen vergroeiden en de bekkenwervels versmolten tot een synsacrum, een proces dat de functie van de staart overnam. Al deze veranderingen verhoogden de eigenheid van de vogels zozeer dat, ook al maakt een basale aviaal al een zeer vogelachtige indruk, het verband tussen hem en moderne vogels toch een stuk onzekerder zou zijn geweest als we geen basale vogels als Archaeopteryx gekend hadden. De meeste van deze aanpassingen deden zich voor vlak na Archaeopteryx, in een proces van versnelde evolutionaire veranderingen.

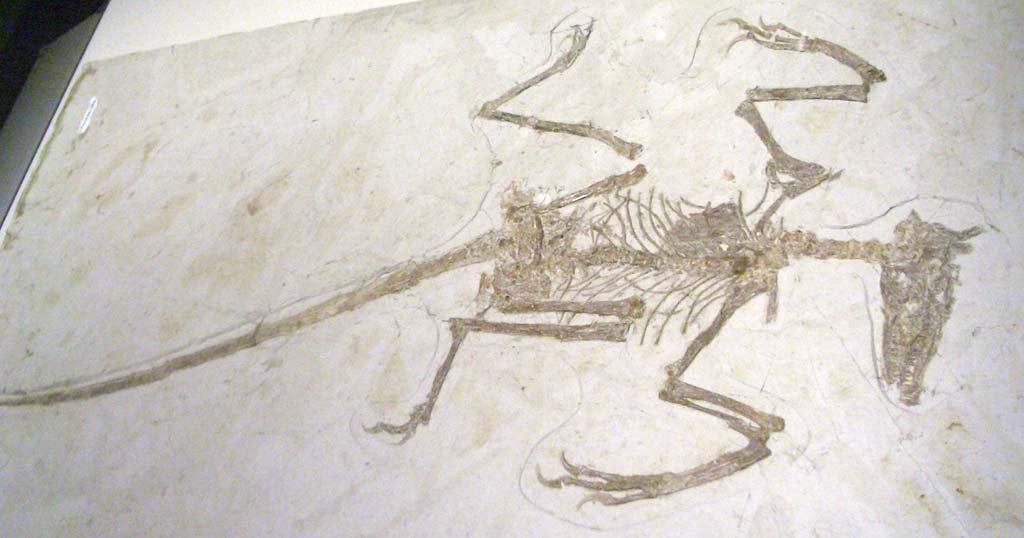
De dromaeosauride Sinornithosaurus toont een sterk borstbeen en een gebogen ellepijp

Een problematisch gegeven hierbij is echter dat sommige kenmerken van meer afgeleide vogels dan Archaeopteryx ook al bij eerdere afsplitsingen in de Maniraptora kunnen worden waargenomen. Een tandeloze bek hebben ook afgeleide Ornithomimosauria en de Oviraptorosauria. De laatste groep toont ook een sterke verkorting van de staart en zelfs het begin van een pygostyle. De Alvarezsauridae tonen een carpometacarpus en prokinese. De Deinonychosauria hebben een veel sterker borstbeen dan Archaeopteryx — en daarop ook een lage kam. De staart is bij sommige dromaeosauriden stijver dan bij Archaeopteryx. Hun ribben hebben speciale uitsteeksels voor een betere pompwerking van de luchtzakken — net als modernere vogels. Hun ellepijp en derde middenhandsbeen zijn sterker gebogen — veranderingen die zich bij de vogels pas na Archaeopteryx voordoen en daar verklaard worden als een aanpassing aan het vliegen. In de standaardhypothese moeten deze verschijnselen geduid worden als een voorbeeld van parallelle evolutie.

## De oorsprong van de vogelvlucht
Behalve het vraagstuk waar de vogels vandaan komen is er het probleem hoe ze hun vermogen tot vliegen verworven hebben. Deze kwestie staat bekend als de "Oorsprong van het vliegen", waarbij vaak vergeten wordt dat insecten als eersten het luchtruim kozen — en in veel groter aantal: er zijn zo'n tienduizend moderne vogelsoorten en naar schatting zo'n tien miljoen insectensoorten —, dat pterosauriërs de eerste gewervelde vliegende dieren waren en dat er ook een duizendtal moderne soorten vleermuizen bestaat.
Beide vraagstukken staan natuurlijk niet los van elkaar: de eigenschappen van de voorouders van de vogels kunnen ons aanwijzingen geven over hoe het vliegvermogen geëvolueerd is. In het begin van de theorievorming over dit probleem speelde dit echter nauwelijks een rol. Voornamelijk op grond van theoretische overwegingen stelde men twee hoofdmodellen op. In het Engels heten die tegenwoordig ground up en trees down, dus "van-de-grond-omhoog" en "uit-de-bomen-omlaag".

### Omhoog of omlaag?
Allereerst kwam in 1879 de Amerikaan Samuel Wendell Williston met de hypothese dat het vliegen ontstaan was bij een over de grond rennend dier dat zijn sprongen verlengde door zijn armen uit te slaan en zo wat verder te glijden. Naarmate de armen langer werden en bevederd zouden ze ook de stabiliteit in de sprong bevorderd hebben en op den duur door ermee te klappen voortstuwingsvermogen hebben geleverd. Begin twintigste eeuw zou dit model worden verdedigd door baron Franz Nopcsa.
In 1880 kwam Othniel Charles Marsh met een alternatieve hypothese. De voorouders van de vogels zouden bosbewoners geweest zijn die het vliegen verwierven door uit de bomen te glijden. Hoewel er geen van dergelijke boombewonende reptielen bekend waren onder de Archosauria en zeker niet onder de "primitieve thecodonten" waar men in de loop van de twintigste eeuw de vogelvoorouders zocht, werd dit in die tijd verreweg de populairste hypothese. De reden hiervoor lag in de biomechanische plausibiliteit van het model. Het vermogen tot glijden kan zich eenvoudig ontwikkelen en biedt ook enorme voordelen voor een boombewoner. Het begint met het parachuteren: het afremmen van de val zodat het dier die kan overleven. Evolutie is een gevolg van natuurlijke selectie, het vergroten van de relatieve overlevingskans. Het voorkomen van een onmiddellijke dood levert dus een zeer grote selectiedruk op. Parachuteren kan eenvoudig omgezet worden in een glijvlucht door het vergrote oppervlak van het dier dat de val afremt een zekere asymmetrie en richtingsstabiliteit te geven zodat een schuine baan afgelegd wordt in plaats van een loodrechte. Dat verzacht de klap bij het neerkomen. Bij een langere glijvlucht kan ook een grote energiebesparing bereikt worden: een boomdier kan dan met minieme inspanning en hoogteverlies veilig van boom naar boom glijden, terwijl het anders, kwetsbaar voor roofdieren, moeizaam uit en in een boom had moeten klauteren. Zeer veel bosbewoners, uitgestorven en nog levende, hebben dan ook het vermogen tot glijden ontwikkeld, onder de huidige gewervelde dieren in meer dan dertig onafhankelijke afstammingslijnen waaronder de huidvliegers, vliegende buidelmuizen, vliegende eekhoorns, vliegende slangen, de vliegende kikker en het vliegende draakje.
Anders dan de namen van deze dieren zouden doen vermoeden gaat het echter niet om echte vliegers. Dit duidt op een zwakte in het "uit-de-boom-omlaag-model" die eerst door modern onderzoek duidelijk is geworden. De overgang van een glijvlucht naar een klappende vlucht is in de evolutie kennelijk onwaarschijnlijk: slechts bij de vleermuizen betwist bijna niemand dat die heeft plaatsgevonden. Biomechanisch gezien is er een aantal hindernissen voor de evolutie van een echt vliegvermogen. Om te beginnen moet het dragende oppervlak door de ledematen aangedreven kunnen worden. Dit is lang niet altijd het geval: slangen en hagedissen bijvoorbeeld gebruiken vaak hun verwijde ribben om te glijden. Dat oppervlak moet ook groot genoeg worden en dat is alleen voordelig in het kader van een vermogen tot zweven, waarbij de vlucht verlengd wordt door thermiek of stijgwinden. Juist in bossen, met hun microklimaat, is het effect daarvan echter beperkt. Het belangrijkste probleem is echter dat het op en neer slaan van de vleugels het glijden onderbreekt. Alleen een zeer specifieke beweging, een slag naar voren en onderen, met voldoende kracht uitgevoerd, zal het dier tegelijk voortstuwen en in de lucht houden. Dat mechanisme dient al een hoge mate van volmaaktheid te hebben wil het enig voordeel verschaffen: minder perfecte tussenvormen leveren een slechter resultaat op dan een pure glijvlucht. Dit maakt het moeilijk te verklaren hoe het geleidelijk geëvolueerd kan zijn.

### Ostroms omhoog-model
Er ontstond voor het eerst een sterke band met het vraagstuk van de afkomst van de vogels toen Ostrom in de jaren zeventig Deinonychus voorstelde als het model van een vogelvoorouder. Deinonychus was namelijk duidelijk een grondbewoner. De Dromaeosauridae leken weinig aanpassingen te vertonen aan het leven in de bomen. Hun achterpoten, sterk gespecialiseerd in het rennen, konden niet zijwaarts bewogen worden en dus ook niet om een stam geklemd worden. Ook de enkel was te stijf om de voet naar binnen te bewegen. De tenen konden niet gespreid worden. Het onderbeen kon niet draaien en ook de onderarm was niet tot een pronatie in staat. De ruggengraat kon niet gebogen worden. Het vorkbeen verminderde de mobiliteit van de schoudergordel en achteraan zou de stijve staart steeds in de weg gezeten hebben. Later onderzoek zou consistent als uitkomst hebben dat dromaeosauriden en zelfs basale vogels in de proporties van hun lichaam en de kromming van hun klauwen meer met moderne gronddieren dan met boombewoners gemeen hebben.
Ostrom zag zich gedwongen terug te keren naar het "van-de-grond-omhoog"-model van Williston. Vogelvleugels zouden ontstaan zijn voor sprongverlenging. Omdat Ostrom besefte dat een erg korte vleugel hiervoor nauwelijks functioneel had kunnen zijn, stelde hij een voorafgaande exaptatie voor: de vleugels zouden eerst ontwikkeld zijn als een soort net om insecten te vangen. Daarna zouden ze sprongen langer gemaakt hebben en pas dan voortstuwing hebben geleverd om die sprongen in een korte vlucht te doen overgaan. Geleidelijk was zo het vliegen geëvolueerd. Archaeopteryx zou ons daarbij een blik gunnen op deze ontwikkeling want volgens Ostrom kon deze soort nog helemaal niet vliegen en was het een springende renner.
Al snel ontstond er aanzienlijke kritiek op dit scenario. Allereerst was er het probleem dat het verlengen van een sprong alleen efficiënt is ten opzichte van blijven lopen als het dier al rennend een zeer grote snelheid bereikt. Zo te rennen is echter zelf helemaal niet efficiënt: het energieverbruik neemt in beginsel toe met het kwadraat van de snelheid. Dieren gaan er alleen toe over als dit een speciaal voordeel biedt, zoals het ontsnappen aan een roofdier, of omgekeerd, het verschalken van een prooi. In dit soort situaties is het echter contraproductief om te springen want iedere sprong zou het dier onmiddellijk sterk afremmen, juist als het vleugels uitslaat. Er zijn dan ook geen vogels bekend die deze methode toepassen en de meeste soorten plegen helemaal niet rennend op te stijgen maar door een afzet met beide poten. Hoe dan ook zou het selectievoordeel van sprongverlenging gering zijn en de verklarende kracht van het model dus ook. Ook de exaptatie van de vleugel als insectennet is niet waarschijnlijk: het dichtslaan van de vleugel wekt een luchtstroom op die insecten juist wegstuwt. Daarbij heeft Ostroms model nog steeds het probleem dat vliegen uit glijden afgeleid wordt, zonder dat het een verklaring kan bieden hoe de speciale voortstuwende slag ontwikkeld is.

### Chatterjees klimmende Deinonychosauria

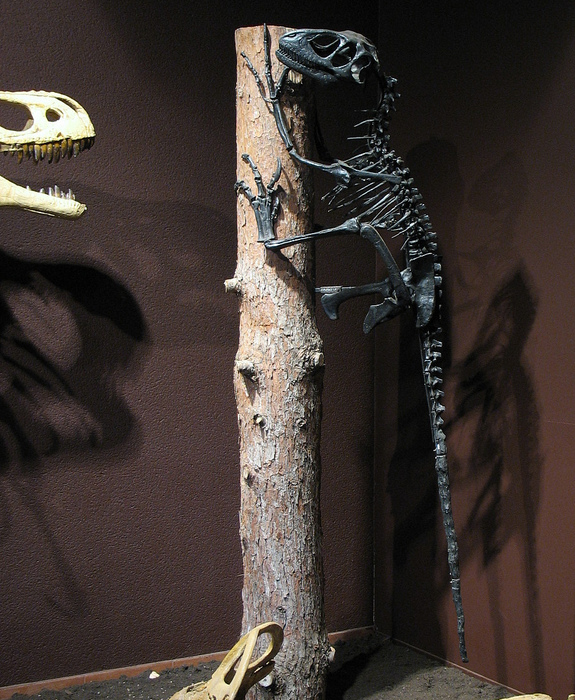
Deinonychus in een klimmende houding

Op verschillende manieren is getracht om de Dromaeosauridae en andere Deinonychosauria als type voor de vogelvoorouder te handhaven maar een ontwikkeling voor het vermogen tot vliegen te bedenken die de moeilijkheden van Ostroms model omzeilt. Een ervan is aannemelijk te maken dat sommige deinonychosauriërs wel degelijk in bomen leefden. Dat wordt al gesuggereerd door de huidige fauna: onze bomen zitten immers vol met theropoden, namelijk de vele duizenden vogelsoorten die daarin vaak hun verblijf houden. Natuurlijk hebben die een voordeel dat niet-vliegende Deinonychosauria niet bezaten: ze kunnen vliegen. Maar ook als ze daarvan geen gebruik maken, weten vogels zich uitstekend in bomen voort te bewegen door van tak naar tak te hoppen. In bosranden hangen de takken meestal tot op de grond en, mede het betere grijpvermogen van hun armen benuttend, zouden kleine theropoden geen moeite gehad moeten hebben omhoog te klimmen en springen.
Volgens de Indiaas-Amerikaanse paleontoloog Sankar Chatterjee zouden ze zelfs goed op stammen hebben kunnen klimmen. Inderdaad misten ze de aanpassingen die hagedissen en zoogdieren meestal daarvoor ontwikkelen maar volgens Chatterjee evolueerden de Deinonychosauria geheel eigen methoden die even goed waren. In plaats van de benen om de stam te klemmen zouden ze zich met hun voetklauwen omhoog hebben gewerkt — en dat zou zelfs de oorspronkelijke functie geweest zijn van de beruchte sikkelklauw: te werken als een stijgijzer. De stijve staart zou dan als een ondersteuning hebben kunnen dienen, net als bij de huidige spechten. De grotere handen van de Maniraptora zouden wel een klemmende functie hebben gehad en de grotere beweeglijkheid van het polsgewricht en de vingergewrichten wordt zo ook verklaarbaar. Chatterjee heeft de fase van het glijden en zweven uitgebreid gemodelleerd en meent dat de kloof tussen het controleren van de glijvlucht en echte voortstuwing niet onoverkomelijk is. De ontdekking van Microraptor, een dromaeosauride met vleugels, misschien zelfs ook aan de achterpoten, ziet hij als een bevestiging van zijn model.
Een hypothese die dicht bij die van Chatterjee aansluit is het Pouncing Proavis - model van Joseph Garner: deinonychosauriërs zouden het vliegen geleerd hebben door zich uit de bomen bovenop hun prooi te storten (to pounce). Een combinatie van parachuteren, naar het doel glijden en het vinden van balans bij het gevecht zou zo tot een klappende vlucht hebben geleid.

### WAIR
Bij het glijden is de overgang naar een klappende vlucht problematisch omdat het dier als dit mechanisme nog niet volmaakt werkt, hoogte verliest. Dit gevaar doet zich niet voor als het zich op de grond voortbeweegt en met de vleugels gaat slaan. Tijdens het lopen op een vlakke ondergrond is het echter niet voordelig de vleugels uit te slaan voor extra voortstuwing: als het hard rent, remt de hogere luchtweerstand het dier juist af; als het niet rent, is het om een hogere snelheid te bereiken efficiënter dat wel te doen. Het is dan ook geen methode die enige vogel toepast, behalve soorten die heel slecht rennen zoals eendachtigen. Dit wordt echter anders bij een helling: die kan zo steil zijn dat de te overwinnen zwaartekracht een belangrijkere factor wordt dan de luchtweerstand en dan zou met de vleugels slaan wel voordelig kunnen zijn. Dit gegeven bracht Kenneth Dial er in 2003 toe het WAIR-model te presenteren, Wing-Assisted-Incline-Running ("Vleugelondersteund Hellingrennen"), dat stelt dat vogels het vermogen tot vliegen verworven hebben door al hellingen oprennend met de vleugels te slaan. Experimenten met levende vogels die hij trainde om al fladderend tegen schuine platen op te lopen toonden aan dat de vleugels bij platen steiler dan 60° een reële bijdrage konden leveren aan het klimvermogen. Mede doordat de hypothese zo door een onderzoek werd bevestigd, wordt er tegenwoordig veel naar het WAIR-model verwezen. Toch wordt het niet gezien als de uiteindelijke oplossing van het probleem. Zo bleek het oorzakelijk verband tussen de voortstuwende slag en het klimmen niet direct te zijn: de proefdieren stegen niet meteen door de vleugelslag maar doordat ze tegen de plaat gedrukt werden en zo meer houvast hadden voor de achterpoten. Daarbij konden de proeven vanzelfsprekend alleen uitgevoerd worden met moderne vogels en is het dus de vraag of het mechanisme ook zou werken bij voorlopers die een veel minder ontwikkeld vermogen tot vliegen hadden, vooral gezien het feit dat zelfs Archaeopteryx, zoals blijkt uit zijn schoudergewricht, nog niet in staat was zijn armen heel sterk te heffen. Een studie uit 2013 toonde aan dat moderne soorten bij hellingrennen de neerwaartse beweging van de vleugel, niet de opwaartse, beperkten. Een studie uit 2022 bevestigde deze bezwaren en concludeerde dat WAIR niet zal zijn ingezet bij basale vogels. Een laatste bezwaar is opnieuw het geringe selectievoordeel dat dit gedrag kan hebben opgeleverd: zo vaak zal het niet voordelig geweest zijn zich tegen een rotswand vast te pennen om wanhopig omhoog te klauteren.

### Combinerende theorieën
De scheiding tussen de twee hoofdmodellen, "omhoog" of "omlaag", is niet absoluut. Tussenvormen zijn mogelijk en dit heeft de laatste tijd meer aandacht gekregen nu theorieën die een enkel hoofdmechanisme voorstellen, gefaald hebben een volledig bevredigende verklaring te geven.
Zo veronderstelt Christopher Bennett voor zowel vogels als pterosauriërs dat ze het vermogen tot vliegen wel in een meer vlakke beweging verworven hebben maar dan niet op de grond doch door in de bomen van tak tot tak te springen. Bij de vogels zouden veren, oorspronkelijk ontwikkeld als isolatie en op de armen uitgegroeid om mee te pronken, de sprong meer stabiliteit en een zekere richting hebben kunnen geven. Het klappen zou ontstaan zijn voor het bewaren van het evenwicht en meteen daarna zou de voortstuwende slag zich hebben ontwikkeld om de afzet van de benen te versterken. Een zuiver glijdende fase zou er dus niet geweest zijn: klappende vlucht en glijvlucht zouden elkaar versterkt hebben. Sinds de verschijning van het WAIR-model wordt ook dit in de combinatie opgenomen. Het slaan van de vleugels zou het dan makkelijker gemaakt hebben, niet zozeer om een vrij zeldzame steile helling op te rennen, maar om zich hoger in de alom tegenwoordige bomen te begeven. Een hypothese die het met de vleugels klappen ter wille van het evenwicht combineert met een levenswijze op de grond is het flapping first-model van Denver Fowler dat aanneemt dat vroege maniraptoren met de armen wiekten voor een verhoogde stabiliteit bij het bedwingen van een op de bodem liggende prooi met de voetklauwen.

## Alternatieve hypothesen
De standaardhypothese dat vogels dinosauriërs zijn, wordt vrij algemeen aanvaard. Er zijn echter alternatieve hypothesen ontwikkeld. De meeste daarvan zijn variaties op de standaardhypothese en hebben tot doel deze op bepaalde als problematisch ervaren punten te verbeteren. Deze betreffen voornamelijk het grote aantal veronderstelde exaptaties en de bloei van de basale Maniraptora nadat Archaeopteryx al ontstaan was. Er is ook een positie die niet zozeer een betere hypothese wil opstellen maar het nog te vroeg acht voor enig definitief standpunt: de zogenaamde BAND.

### De Pauliaanse Hypothese
In het begin van de jaren tachtig viel het biologiestudent en tekenaar Gregory S. Paul, die een volledige reeks reconstructies van de skeletten van de toen bekende Maniraptora aan het produceren was, op dat deze dieren in veel kenmerken meer afgeleid waren dan Archaeopteryx. Hij bedacht voor deze groep, die vóór die tijd nog niet als een geheel begrepen was en ook nog niet de naam "Maniraptora" droeg, de informele aanduiding dinobirds. Dat begrip was letterlijk zo bedoeld: Paul meende dat de Maniraptora en wellicht ook de basale Maniraptoriformes, dus de Ornithomimosauria, zich in een meer afgeleide positie in de stamboom bevonden dan Archaeopteryx en dat het dus in wezen een soort, hun vermogen tot vliegen verloren hebbende, loopvogels zouden zijn — zij het niet nauw verwant aan de huidige loopvogels. De afgeleide kenmerken zouden dus geen gevolg zijn van parallelle evolutie maar de restanten van een vliegende fase in hun ontwikkeling. Als voorbeelden daarvoor zag hij onder andere het opvouwmechanisme in de pols; de kortere staart bij de Oviraptorosauria; de tandeloze bek van deze groep en van de ornithomimosauriërs; het sterke gekielde borstbeen en horizontaal geplaatste schouderblad van de Deinonychosauria en de processus uncinati, haakvormige uitsteeksels, op hun ribben die de luchtzakken aandreven. Dit alles zou ook verklaren dat de basale Maniraptora hun bloei beleefden na Archaeopteryx: het waren latere afsplitsingen van de vogelstamboom.
|  | Therizinosauroidea |
|  |                    |
|  | Oviraptorosauria   |
|  |                    |

|  | \| \| Confuciusornis \| \| \| \| \| \| Microraptor \| \| \| \| |
|  |                                                                |
|  | Dromaeosauridae                                                |
|  |                                                                |
|  | Confuciusornis                                                 |
|  |                                                                |
|  | Microraptor                                                    |
|  |                                                                |

|  | Confuciusornis |
|  |                |
|  | Microraptor    |
|  |                |

|  | \| \| Confuciusornis \| \| \| \| \| \| Microraptor \| \| \| \| |
|  |                                                                |
|  | Dromaeosauridae                                                |
|  |                                                                |
|  | Confuciusornis                                                 |
|  |                                                                |
|  | Microraptor                                                    |
|  |                                                                |

|  | Confuciusornis |
|  |                |
|  | Microraptor    |
|  |                |

|  | \| \| Confuciusornis \| \| \| \| \| \| Microraptor \| \| \| \| |
|  |                                                                |
|  | Dromaeosauridae                                                |
|  |                                                                |
|  | Confuciusornis                                                 |
|  |                                                                |
|  | Microraptor                                                    |
|  |                                                                |

|  | Confuciusornis |
|  |                |
|  | Microraptor    |
|  |                |

|  | \| \| Confuciusornis \| \| \| \| \| \| Microraptor \| \| \| \| |
|  |                                                                |
|  | Dromaeosauridae                                                |
|  |                                                                |
|  | Confuciusornis                                                 |
|  |                                                                |
|  | Microraptor                                                    |
|  |                                                                |

|  | Confuciusornis |
|  |                |
|  | Microraptor    |
|  |                |

|  | Therizinosauroidea |
|  |                    |
|  | Oviraptorosauria   |
|  |                    |

|  | \| \| Confuciusornis \| \| \| \| \| \| Microraptor \| \| \| \| |
|  |                                                                |
|  | Dromaeosauridae                                                |
|  |                                                                |
|  | Confuciusornis                                                 |
|  |                                                                |
|  | Microraptor                                                    |
|  |                                                                |

|  | Confuciusornis |
|  |                |
|  | Microraptor    |
|  |                |

|  | \| \| Confuciusornis \| \| \| \| \| \| Microraptor \| \| \| \| |
|  |                                                                |
|  | Dromaeosauridae                                                |
|  |                                                                |
|  | Confuciusornis                                                 |
|  |                                                                |
|  | Microraptor                                                    |
|  |                                                                |

|  | Confuciusornis |
|  |                |
|  | Microraptor    |
|  |                |

|  | \| \| Confuciusornis \| \| \| \| \| \| Microraptor \| \| \| \| |
|  |                                                                |
|  | Dromaeosauridae                                                |
|  |                                                                |
|  | Confuciusornis                                                 |
|  |                                                                |
|  | Microraptor                                                    |
|  |                                                                |

|  | Confuciusornis |
|  |                |
|  | Microraptor    |
|  |                |

|  | \| \| Confuciusornis \| \| \| \| \| \| Microraptor \| \| \| \| |
|  |                                                                |
|  | Dromaeosauridae                                                |
|  |                                                                |
|  | Confuciusornis                                                 |
|  |                                                                |
|  | Microraptor                                                    |
|  |                                                                |

|  | Confuciusornis |
|  |                |
|  | Microraptor    |
|  |                |

|  | Therizinosauroidea |
|  |                    |
|  | Oviraptorosauria   |
|  |                    |

|  | \| \| Confuciusornis \| \| \| \| \| \| Microraptor \| \| \| \| |
|  |                                                                |
|  | Dromaeosauridae                                                |
|  |                                                                |
|  | Confuciusornis                                                 |
|  |                                                                |
|  | Microraptor                                                    |
|  |                                                                |

|  | Confuciusornis |
|  |                |
|  | Microraptor    |
|  |                |

|  | \| \| Confuciusornis \| \| \| \| \| \| Microraptor \| \| \| \| |
|  |                                                                |
|  | Dromaeosauridae                                                |
|  |                                                                |
|  | Confuciusornis                                                 |
|  |                                                                |
|  | Microraptor                                                    |
|  |                                                                |

|  | Confuciusornis |
|  |                |
|  | Microraptor    |
|  |                |

|  | \| \| Confuciusornis \| \| \| \| \| \| Microraptor \| \| \| \| |
|  |                                                                |
|  | Dromaeosauridae                                                |
|  |                                                                |
|  | Confuciusornis                                                 |
|  |                                                                |
|  | Microraptor                                                    |
|  |                                                                |

|  | Confuciusornis |
|  |                |
|  | Microraptor    |
|  |                |

|  | \| \| Confuciusornis \| \| \| \| \| \| Microraptor \| \| \| \| |
|  |                                                                |
|  | Dromaeosauridae                                                |
|  |                                                                |
|  | Confuciusornis                                                 |
|  |                                                                |
|  | Microraptor                                                    |
|  |                                                                |

|  | Confuciusornis |
|  |                |
|  | Microraptor    |
|  |                |

|  | Therizinosauroidea |
|  |                    |
|  | Oviraptorosauria   |
|  |                    |

|  | \| \| Confuciusornis \| \| \| \| \| \| Microraptor \| \| \| \| |
|  |                                                                |
|  | Dromaeosauridae                                                |
|  |                                                                |
|  | Confuciusornis                                                 |
|  |                                                                |
|  | Microraptor                                                    |
|  |                                                                |

|  | Confuciusornis |
|  |                |
|  | Microraptor    |
|  |                |

|  | \| \| Confuciusornis \| \| \| \| \| \| Microraptor \| \| \| \| |
|  |                                                                |
|  | Dromaeosauridae                                                |
|  |                                                                |
|  | Confuciusornis                                                 |
|  |                                                                |
|  | Microraptor                                                    |
|  |                                                                |

|  | Confuciusornis |
|  |                |
|  | Microraptor    |
|  |                |

|  | \| \| Confuciusornis \| \| \| \| \| \| Microraptor \| \| \| \| |
|  |                                                                |
|  | Dromaeosauridae                                                |
|  |                                                                |
|  | Confuciusornis                                                 |
|  |                                                                |
|  | Microraptor                                                    |
|  |                                                                |

|  | Confuciusornis |
|  |                |
|  | Microraptor    |
|  |                |

|  | \| \| Confuciusornis \| \| \| \| \| \| Microraptor \| \| \| \| |
|  |                                                                |
|  | Dromaeosauridae                                                |
|  |                                                                |
|  | Confuciusornis                                                 |
|  |                                                                |
|  | Microraptor                                                    |
|  |                                                                |

|  | Confuciusornis |
|  |                |
|  | Microraptor    |
|  |                |

|  | Therizinosauroidea |
|  |                    |
|  | Oviraptorosauria   |
|  |                    |

|  | \| \| Confuciusornis \| \| \| \| \| \| Microraptor \| \| \| \| |
|  |                                                                |
|  | Dromaeosauridae                                                |
|  |                                                                |
|  | Confuciusornis                                                 |
|  |                                                                |
|  | Microraptor                                                    |
|  |                                                                |

|  | Confuciusornis |
|  |                |
|  | Microraptor    |
|  |                |

|  | \| \| Confuciusornis \| \| \| \| \| \| Microraptor \| \| \| \| |
|  |                                                                |
|  | Dromaeosauridae                                                |
|  |                                                                |
|  | Confuciusornis                                                 |
|  |                                                                |
|  | Microraptor                                                    |
|  |                                                                |

|  | Confuciusornis |
|  |                |
|  | Microraptor    |
|  |                |

|  | \| \| Confuciusornis \| \| \| \| \| \| Microraptor \| \| \| \| |
|  |                                                                |
|  | Dromaeosauridae                                                |
|  |                                                                |
|  | Confuciusornis                                                 |
|  |                                                                |
|  | Microraptor                                                    |
|  |                                                                |

|  | Confuciusornis |
|  |                |
|  | Microraptor    |
|  |                |

|  | \| \| Confuciusornis \| \| \| \| \| \| Microraptor \| \| \| \| |
|  |                                                                |
|  | Dromaeosauridae                                                |
|  |                                                                |
|  | Confuciusornis                                                 |
|  |                                                                |
|  | Microraptor                                                    |
|  |                                                                |

|  | Confuciusornis |
|  |                |
|  | Microraptor    |
|  |                |

|  | Therizinosauroidea |
|  |                    |
|  | Oviraptorosauria   |
|  |                    |

|  | \| \| Confuciusornis \| \| \| \| \| \| Microraptor \| \| \| \| |
|  |                                                                |
|  | Dromaeosauridae                                                |
|  |                                                                |
|  | Confuciusornis                                                 |
|  |                                                                |
|  | Microraptor                                                    |
|  |                                                                |

|  | Confuciusornis |
|  |                |
|  | Microraptor    |
|  |                |

|  | \| \| Confuciusornis \| \| \| \| \| \| Microraptor \| \| \| \| |
|  |                                                                |
|  | Dromaeosauridae                                                |
|  |                                                                |
|  | Confuciusornis                                                 |
|  |                                                                |
|  | Microraptor                                                    |
|  |                                                                |

|  | Confuciusornis |
|  |                |
|  | Microraptor    |
|  |                |

|  | \| \| Confuciusornis \| \| \| \| \| \| Microraptor \| \| \| \| |
|  |                                                                |
|  | Dromaeosauridae                                                |
|  |                                                                |
|  | Confuciusornis                                                 |
|  |                                                                |
|  | Microraptor                                                    |
|  |                                                                |

|  | Confuciusornis |
|  |                |
|  | Microraptor    |
|  |                |

|  | \| \| Confuciusornis \| \| \| \| \| \| Microraptor \| \| \| \| |
|  |                                                                |
|  | Dromaeosauridae                                                |
|  |                                                                |
|  | Confuciusornis                                                 |
|  |                                                                |
|  | Microraptor                                                    |
|  |                                                                |

|  | Confuciusornis |
|  |                |
|  | Microraptor    |
|  |                |

|  | Therizinosauroidea |
|  |                    |
|  | Oviraptorosauria   |
|  |                    |

|  | \| \| Confuciusornis \| \| \| \| \| \| Microraptor \| \| \| \| |
|  |                                                                |
|  | Dromaeosauridae                                                |
|  |                                                                |
|  | Confuciusornis                                                 |
|  |                                                                |
|  | Microraptor                                                    |
|  |                                                                |

|  | Confuciusornis |
|  |                |
|  | Microraptor    |
|  |                |

|  | \| \| Confuciusornis \| \| \| \| \| \| Microraptor \| \| \| \| |
|  |                                                                |
|  | Dromaeosauridae                                                |
|  |                                                                |
|  | Confuciusornis                                                 |
|  |                                                                |
|  | Microraptor                                                    |
|  |                                                                |

|  | Confuciusornis |
|  |                |
|  | Microraptor    |
|  |                |

|  | \| \| Confuciusornis \| \| \| \| \| \| Microraptor \| \| \| \| |
|  |                                                                |
|  | Dromaeosauridae                                                |
|  |                                                                |
|  | Confuciusornis                                                 |
|  |                                                                |
|  | Microraptor                                                    |
|  |                                                                |

|  | Confuciusornis |
|  |                |
|  | Microraptor    |
|  |                |

|  | \| \| Confuciusornis \| \| \| \| \| \| Microraptor \| \| \| \| |
|  |                                                                |
|  | Dromaeosauridae                                                |
|  |                                                                |
|  | Confuciusornis                                                 |
|  |                                                                |
|  | Microraptor                                                    |
|  |                                                                |

|  | Confuciusornis |
|  |                |
|  | Microraptor    |
|  |                |

|  | Therizinosauroidea |
|  |                    |
|  | Oviraptorosauria   |
|  |                    |

|  | \| \| Confuciusornis \| \| \| \| \| \| Microraptor \| \| \| \| |
|  |                                                                |
|  | Dromaeosauridae                                                |
|  |                                                                |
|  | Confuciusornis                                                 |
|  |                                                                |
|  | Microraptor                                                    |
|  |                                                                |

|  | Confuciusornis |
|  |                |
|  | Microraptor    |
|  |                |

|  | \| \| Confuciusornis \| \| \| \| \| \| Microraptor \| \| \| \| |
|  |                                                                |
|  | Dromaeosauridae                                                |
|  |                                                                |
|  | Confuciusornis                                                 |
|  |                                                                |
|  | Microraptor                                                    |
|  |                                                                |

|  | Confuciusornis |
|  |                |
|  | Microraptor    |
|  |                |

|  | \| \| Confuciusornis \| \| \| \| \| \| Microraptor \| \| \| \| |
|  |                                                                |
|  | Dromaeosauridae                                                |
|  |                                                                |
|  | Confuciusornis                                                 |
|  |                                                                |
|  | Microraptor                                                    |
|  |                                                                |

|  | Confuciusornis |
|  |                |
|  | Microraptor    |
|  |                |

|  | \| \| Confuciusornis \| \| \| \| \| \| Microraptor \| \| \| \| |
|  |                                                                |
|  | Dromaeosauridae                                                |
|  |                                                                |
|  | Confuciusornis                                                 |
|  |                                                                |
|  | Microraptor                                                    |
|  |                                                                |

|  | Confuciusornis |
|  |                |
|  | Microraptor    |
|  |                |

|  | Therizinosauroidea |
|  |                    |
|  | Oviraptorosauria   |
|  |                    |

|  | \| \| Confuciusornis \| \| \| \| \| \| Microraptor \| \| \| \| |
|  |                                                                |
|  | Dromaeosauridae                                                |
|  |                                                                |
|  | Confuciusornis                                                 |
|  |                                                                |
|  | Microraptor                                                    |
|  |                                                                |

|  | Confuciusornis |
|  |                |
|  | Microraptor    |
|  |                |

|  | \| \| Confuciusornis \| \| \| \| \| \| Microraptor \| \| \| \| |
|  |                                                                |
|  | Dromaeosauridae                                                |
|  |                                                                |
|  | Confuciusornis                                                 |
|  |                                                                |
|  | Microraptor                                                    |
|  |                                                                |

|  | Confuciusornis |
|  |                |
|  | Microraptor    |
|  |                |

|  | \| \| Confuciusornis \| \| \| \| \| \| Microraptor \| \| \| \| |
|  |                                                                |
|  | Dromaeosauridae                                                |
|  |                                                                |
|  | Confuciusornis                                                 |
|  |                                                                |
|  | Microraptor                                                    |
|  |                                                                |

|  | Confuciusornis |
|  |                |
|  | Microraptor    |
|  |                |

|  | \| \| Confuciusornis \| \| \| \| \| \| Microraptor \| \| \| \| |
|  |                                                                |
|  | Dromaeosauridae                                                |
|  |                                                                |
|  | Confuciusornis                                                 |
|  |                                                                |
|  | Microraptor                                                    |
|  |                                                                |

|  | Confuciusornis |
|  |                |
|  | Microraptor    |
|  |                |

|  | Therizinosauroidea |
|  |                    |
|  | Oviraptorosauria   |
|  |                    |

|  | \| \| Confuciusornis \| \| \| \| \| \| Microraptor \| \| \| \| |
|  |                                                                |
|  | Dromaeosauridae                                                |
|  |                                                                |
|  | Confuciusornis                                                 |
|  |                                                                |
|  | Microraptor                                                    |
|  |                                                                |

|  | Confuciusornis |
|  |                |
|  | Microraptor    |
|  |                |

|  | \| \| Confuciusornis \| \| \| \| \| \| Microraptor \| \| \| \| |
|  |                                                                |
|  | Dromaeosauridae                                                |
|  |                                                                |
|  | Confuciusornis                                                 |
|  |                                                                |
|  | Microraptor                                                    |
|  |                                                                |

|  | Confuciusornis |
|  |                |
|  | Microraptor    |
|  |                |

|  | \| \| Confuciusornis \| \| \| \| \| \| Microraptor \| \| \| \| |
|  |                                                                |
|  | Dromaeosauridae                                                |
|  |                                                                |
|  | Confuciusornis                                                 |
|  |                                                                |
|  | Microraptor                                                    |
|  |                                                                |

|  | Confuciusornis |
|  |                |
|  | Microraptor    |
|  |                |

|  | \| \| Confuciusornis \| \| \| \| \| \| Microraptor \| \| \| \| |
|  |                                                                |
|  | Dromaeosauridae                                                |
|  |                                                                |
|  | Confuciusornis                                                 |
|  |                                                                |
|  | Microraptor                                                    |
|  |                                                                |

|  | Confuciusornis |
|  |                |
|  | Microraptor    |
|  |                |

|  | Therizinosauroidea |
|  |                    |
|  | Oviraptorosauria   |
|  |                    |

|  | \| \| Confuciusornis \| \| \| \| \| \| Microraptor \| \| \| \| |
|  |                                                                |
|  | Dromaeosauridae                                                |
|  |                                                                |
|  | Confuciusornis                                                 |
|  |                                                                |
|  | Microraptor                                                    |
|  |                                                                |

|  | Confuciusornis |
|  |                |
|  | Microraptor    |
|  |                |

|  | \| \| Confuciusornis \| \| \| \| \| \| Microraptor \| \| \| \| |
|  |                                                                |
|  | Dromaeosauridae                                                |
|  |                                                                |
|  | Confuciusornis                                                 |
|  |                                                                |
|  | Microraptor                                                    |
|  |                                                                |

|  | Confuciusornis |
|  |                |
|  | Microraptor    |
|  |                |

|  | \| \| Confuciusornis \| \| \| \| \| \| Microraptor \| \| \| \| |
|  |                                                                |
|  | Dromaeosauridae                                                |
|  |                                                                |
|  | Confuciusornis                                                 |
|  |                                                                |
|  | Microraptor                                                    |
|  |                                                                |

|  | Confuciusornis |
|  |                |
|  | Microraptor    |
|  |                |

|  | \| \| Confuciusornis \| \| \| \| \| \| Microraptor \| \| \| \| |
|  |                                                                |
|  | Dromaeosauridae                                                |
|  |                                                                |
|  | Confuciusornis                                                 |
|  |                                                                |
|  | Microraptor                                                    |
|  |                                                                |

|  | Confuciusornis |
|  |                |
|  | Microraptor    |
|  |                |

|  | Therizinosauroidea |
|  |                    |
|  | Oviraptorosauria   |
|  |                    |

|  | \| \| Confuciusornis \| \| \| \| \| \| Microraptor \| \| \| \| |
|  |                                                                |
|  | Dromaeosauridae                                                |
|  |                                                                |
|  | Confuciusornis                                                 |
|  |                                                                |
|  | Microraptor                                                    |
|  |                                                                |

|  | Confuciusornis |
|  |                |
|  | Microraptor    |
|  |                |

|  | \| \| Confuciusornis \| \| \| \| \| \| Microraptor \| \| \| \| |
|  |                                                                |
|  | Dromaeosauridae                                                |
|  |                                                                |
|  | Confuciusornis                                                 |
|  |                                                                |
|  | Microraptor                                                    |
|  |                                                                |

|  | Confuciusornis |
|  |                |
|  | Microraptor    |
|  |                |

|  | \| \| Confuciusornis \| \| \| \| \| \| Microraptor \| \| \| \| |
|  |                                                                |
|  | Dromaeosauridae                                                |
|  |                                                                |
|  | Confuciusornis                                                 |
|  |                                                                |
|  | Microraptor                                                    |
|  |                                                                |

|  | Confuciusornis |
|  |                |
|  | Microraptor    |
|  |                |

|  | \| \| Confuciusornis \| \| \| \| \| \| Microraptor \| \| \| \| |
|  |                                                                |
|  | Dromaeosauridae                                                |
|  |                                                                |
|  | Confuciusornis                                                 |
|  |                                                                |
|  | Microraptor                                                    |
|  |                                                                |

|  | Confuciusornis |
|  |                |
|  | Microraptor    |
|  |                |

|  | Therizinosauroidea |
|  |                    |
|  | Oviraptorosauria   |
|  |                    |

|  | \| \| Confuciusornis \| \| \| \| \| \| Microraptor \| \| \| \| |
|  |                                                                |
|  | Dromaeosauridae                                                |
|  |                                                                |
|  | Confuciusornis                                                 |
|  |                                                                |
|  | Microraptor                                                    |
|  |                                                                |

|  | Confuciusornis |
|  |                |
|  | Microraptor    |
|  |                |

|  | \| \| Confuciusornis \| \| \| \| \| \| Microraptor \| \| \| \| |
|  |                                                                |
|  | Dromaeosauridae                                                |
|  |                                                                |
|  | Confuciusornis                                                 |
|  |                                                                |
|  | Microraptor                                                    |
|  |                                                                |

|  | Confuciusornis |
|  |                |
|  | Microraptor    |
|  |                |

|  | \| \| Confuciusornis \| \| \| \| \| \| Microraptor \| \| \| \| |
|  |                                                                |
|  | Dromaeosauridae                                                |
|  |                                                                |
|  | Confuciusornis                                                 |
|  |                                                                |
|  | Microraptor                                                    |
|  |                                                                |

|  | Confuciusornis |
|  |                |
|  | Microraptor    |
|  |                |

|  | \| \| Confuciusornis \| \| \| \| \| \| Microraptor \| \| \| \| |
|  |                                                                |
|  | Dromaeosauridae                                                |
|  |                                                                |
|  | Confuciusornis                                                 |
|  |                                                                |
|  | Microraptor                                                    |
|  |                                                                |

|  | Confuciusornis |
|  |                |
|  | Microraptor    |
|  |                |

|  | Therizinosauroidea |
|  |                    |
|  | Oviraptorosauria   |
|  |                    |

|  | \| \| Confuciusornis \| \| \| \| \| \| Microraptor \| \| \| \| |
|  |                                                                |
|  | Dromaeosauridae                                                |
|  |                                                                |
|  | Confuciusornis                                                 |
|  |                                                                |
|  | Microraptor                                                    |
|  |                                                                |

|  | Confuciusornis |
|  |                |
|  | Microraptor    |
|  |                |

|  | \| \| Confuciusornis \| \| \| \| \| \| Microraptor \| \| \| \| |
|  |                                                                |
|  | Dromaeosauridae                                                |
|  |                                                                |
|  | Confuciusornis                                                 |
|  |                                                                |
|  | Microraptor                                                    |
|  |                                                                |

|  | Confuciusornis |
|  |                |
|  | Microraptor    |
|  |                |

|  | \| \| Confuciusornis \| \| \| \| \| \| Microraptor \| \| \| \| |
|  |                                                                |
|  | Dromaeosauridae                                                |
|  |                                                                |
|  | Confuciusornis                                                 |
|  |                                                                |
|  | Microraptor                                                    |
|  |                                                                |

|  | Confuciusornis |
|  |                |
|  | Microraptor    |
|  |                |

|  | \| \| Confuciusornis \| \| \| \| \| \| Microraptor \| \| \| \| |
|  |                                                                |
|  | Dromaeosauridae                                                |
|  |                                                                |
|  | Confuciusornis                                                 |
|  |                                                                |
|  | Microraptor                                                    |
|  |                                                                |

|  | Confuciusornis |
|  |                |
|  | Microraptor    |
|  |                |

|  | Therizinosauroidea |
|  |                    |
|  | Oviraptorosauria   |
|  |                    |

|  | \| \| Confuciusornis \| \| \| \| \| \| Microraptor \| \| \| \| |
|  |                                                                |
|  | Dromaeosauridae                                                |
|  |                                                                |
|  | Confuciusornis                                                 |
|  |                                                                |
|  | Microraptor                                                    |
|  |                                                                |

|  | Confuciusornis |
|  |                |
|  | Microraptor    |
|  |                |

|  | \| \| Confuciusornis \| \| \| \| \| \| Microraptor \| \| \| \| |
|  |                                                                |
|  | Dromaeosauridae                                                |
|  |                                                                |
|  | Confuciusornis                                                 |
|  |                                                                |
|  | Microraptor                                                    |
|  |                                                                |

|  | Confuciusornis |
|  |                |
|  | Microraptor    |
|  |                |

|  | \| \| Confuciusornis \| \| \| \| \| \| Microraptor \| \| \| \| |
|  |                                                                |
|  | Dromaeosauridae                                                |
|  |                                                                |
|  | Confuciusornis                                                 |
|  |                                                                |
|  | Microraptor                                                    |
|  |                                                                |

|  | Confuciusornis |
|  |                |
|  | Microraptor    |
|  |                |

|  | \| \| Confuciusornis \| \| \| \| \| \| Microraptor \| \| \| \| |
|  |                                                                |
|  | Dromaeosauridae                                                |
|  |                                                                |
|  | Confuciusornis                                                 |
|  |                                                                |
|  | Microraptor                                                    |
|  |                                                                |

|  | Confuciusornis |
|  |                |
|  | Microraptor    |
|  |                |

|  | Therizinosauroidea |
|  |                    |
|  | Oviraptorosauria   |
|  |                    |

|  | \| \| Confuciusornis \| \| \| \| \| \| Microraptor \| \| \| \| |
|  |                                                                |
|  | Dromaeosauridae                                                |
|  |                                                                |
|  | Confuciusornis                                                 |
|  |                                                                |
|  | Microraptor                                                    |
|  |                                                                |

|  | Confuciusornis |
|  |                |
|  | Microraptor    |
|  |                |

|  | \| \| Confuciusornis \| \| \| \| \| \| Microraptor \| \| \| \| |
|  |                                                                |
|  | Dromaeosauridae                                                |
|  |                                                                |
|  | Confuciusornis                                                 |
|  |                                                                |
|  | Microraptor                                                    |
|  |                                                                |

|  | Confuciusornis |
|  |                |
|  | Microraptor    |
|  |                |

|  | \| \| Confuciusornis \| \| \| \| \| \| Microraptor \| \| \| \| |
|  |                                                                |
|  | Dromaeosauridae                                                |
|  |                                                                |
|  | Confuciusornis                                                 |
|  |                                                                |
|  | Microraptor                                                    |
|  |                                                                |

|  | Confuciusornis |
|  |                |
|  | Microraptor    |
|  |                |

|  | \| \| Confuciusornis \| \| \| \| \| \| Microraptor \| \| \| \| |
|  |                                                                |
|  | Dromaeosauridae                                                |
|  |                                                                |
|  | Confuciusornis                                                 |
|  |                                                                |
|  | Microraptor                                                    |
|  |                                                                |

|  | Confuciusornis |
|  |                |
|  | Microraptor    |
|  |                |

Paul publiceerde zijn hypothese in 1988 in zijn boek Predatory Dinosaurs of the World. De dinobirds werden daarin afgebeeld met een verenkleed en pronkveren aan de armen. Pauls suggestie vond echter weinig weerklank. Velen beschouwden het al te gewaagd veren en luchtzakken te veronderstellen, laat staan de status als vogel. Paul voerde ook geen kladistische analyses uit om zijn idee te testen. In de jaren negentig echter bleken de Chinese vondsten als twee druppels water op Pauls afbeeldingen te lijken. Verenkleed, pronkveren en luchtzakken waren aanwezig zoals hij voorspeld had. Daarna bewees Microraptor dat sommige deinonychosauriërs minstens tot een glijvlucht in staat waren. In 2002 publiceerde Paul het boek Dinosaurs of the Air waarin zijn hypothese zeer gedetailleerd werd uitgewerkt en hij vele mogelijke synapomorfieën, gedeelde nieuwe kenmerken, van de Deinonychosauria en meer afgeleide (hoger dan Archaeopteryx in de stamboom staande) Aves gaf. De ontdekking van het tiende Archaeopteryx-skelet dat bewees dat deze soort in bouw basaler was dan eerst aangenomen — en het dus waarschijnlijker was dat hij dieper in de stamboom lag — ondersteunde de "Pauliaanse Hypothese" verder. Op 2 december 2005 publiceerde Gerald Mayr in Science een artikel, "A Well-Preserved Archaeopteryx Specimen with Theropod Features", waarin hij aantoonde dat als men deze nieuwe kenmerken invoerde in de toen bestaande kladistische analyses, de Deinonychosauria (dat dan van bereik verandert) en Troodontidae in de klade van de vogels vallen. Latere analyses zouden meestal weer een meer traditionele stamboom opleveren maar in 2011 werd bij de beschrijving van Xiaotingia een kladogram gepubliceerd waarin de Deinonychosauria opnieuw vogels waren, zij het dan dat ze geen latere afsplitsing waren dan Archaeopteryx maar met deze een eerste aftakking vormden.
Terwijl dus wat betreft de Deinonychosauria de Pauliaanse Hypothese een reguliere variant is geworden van de standaardhypothese, geldt dit niet voor de andere groepen Maniraptora. Weliswaar is er in 2002 een kladistische analyse gepresenteerd met als uitkomst dat ook de Oviraptorosauria vogels waren, maar meer uitgebreide analyses hebben dit niet kunnen bevestigen. Basale oviraptorosauriërs hadden ook nog tanden, zodat het verlies daarvan bij meer afgeleide typen een parallelle ontwikkeling lijkt te zijn geweest. Ook de Alvarezsauridae, eind jaren negentig nog als de beste kandidaten voor het vogelschap gezien, vallen ondanks hun carpometacarpus en prokinese in analyses erg basaal uit. Vondsten in 2009 en 2010 gedaan van vroege vormen uit het Jura van China bevestigen dit laatste punt — hoewel ze aan de andere kant aanwijzingen opleverden dat de oviraptorosauriërs misschien toch boven Archaeopteryx in de stamboom stonden.

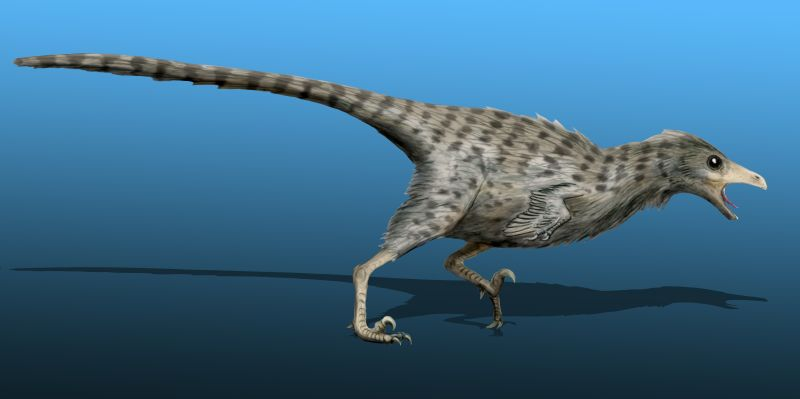
Mahakala

Voor de vogelachtige kenmerken van deinonychosauriërs is nog een derde verklaring mogelijk naast parallelle evolutie en het behoren tot de vogels. Het zou kunnen dat de laatste gemeenschappelijke voorouder van de Eumaniraptora weliswaar geen vogel was maar toch kon vliegen. De meer afgeleide Deinonychosauria zouden dan het vermogen tot vliegen weer zijn kwijtgeraakt. Deze zwakke variant van de Pauliaanse Hypothese — naast de sterke die ook het vogel-zijn omvat — is aanzienlijk waarschijnlijker geworden door het feit dat de wellicht vliegende vorm Microraptor een basale positie in de Dromaeosauridae inneemt, dat het meest basale bekende lid van de groep de zeer kleine vorm Mahakala is en dat de basale troödontide Anchiornis ook klein is en op een vogel lijkt. Dezelfde zwakke variant kan ook toegepast worden bij andere groepen basale Maniraptora, of wellicht bij de laatste gemeenschappelijke voorouder van alle Maniraptora. Over de precieze kenmerken daarvan hebben we echter maar weinig aanwijzingen. In 2018 concludeerde een studie dat al de laatste gemeenschappelijke voorouder van de Pennaraptora gewrichtsvlakken had tussen de middenhand en de pols die erop wezen dat de hand ten opzichte van de onderarm geïmmobiliseerd kon worden ten bate van een vliegende levenswijze.

### BCF
Begin jaren negentig bedacht de amateurpaleontoloog George Olshevsky, na het lezen van Predatory Dinosaurs of the World, dat dezelfde gedachtegang die Paul tot het aannemen van een vermogen tot vliegen bij de Maniraptora had gebracht, zeer veel verder kan worden doorgetrokken. Misschien zouden alle zogenaamde exaptaties voor het vliegen, zoals luchtzakken en het vorkbeen, die bij de ruimere groepen waartoe de vogels behoren voorkomen, wel meteen voor dat vliegen ontwikkeld zijn. De vormen die wij uit de evolutiegeschiedenis kennen, vertegenwoordigen vrijwel zeker allemaal zijtakken. De hierdoor verborgen stamlijn van de evolutie van de Archosauriformes kan dus kenmerken hebben gehad die afwijken van die zijtakken. Olshevsky stelde dat die lijn bestond uit kleine in de bomen klimmende bosbewoners die een lichaamsbedekking hadden, warmbloedig waren en konden glijden of vliegen. Die lijn — doordat hij uit kleine soorten bestond veel sneller evoluerend — zou steeds weer opnieuw groepen grotere bodembewoners hebben voortgebracht in overeenstemming met de Wet van Cope die inhoudt dat grote dieren van kleine afstammen. Dat er tot nu toe nog nooit van dergelijke kleine vliegende vormen zijn teruggevonden, verklaarde hij uit het gegeven dat de zure bosbodems botten oplossen en fossielen daar dus niet bewaard blijven. Een vriend van hem, dinosauriërillustrator Tracy Lee Ford, gaf de hypothese een pakkende naam: Birds Came First ("Vogels Waren er het Eerst") of Birds Come First wat al snel afgekort werd tot BCF.
De afkorting is tamelijk misleidend. Olshevsky beweerde niet dat de hoofdlijn uit echte vogels bestond in fylogenetische zin, dus dat ze zich later afgeplitst zouden hebben dan Archaeopteryx. Ze leken alleen maar op vogels. Olshevskys hypothese is in principe met iedere uitkomst van een kladistische analyse verenigbaar daar zo'n analyse altijd een stamboom met een verborgen stamlijn oplevert. Dit aansluiten bij de resultaten van huidige methodiek heeft BCF echter geen steun opgeleverd. De ongewone gedachte dat de ontwikkeling van de morfologie meestal omgekeerd verlopen is dan tot nu toe altijd werd aangenomen, kon niet aanvaard worden zonder sterk bewijs en de kladistiek kon dat bewijs niet leveren, juist omdat een kladistische analyse nooit de onwaarheid ervan zou kunnen aantonen. Wel vereist BCF bij een enorm aantal takken forse morfologische veranderingen — volgens de standaardinterpretatie toont immers geen enkele bodembewonende archosauriform enige aanpassing aan een klimmende levenswijze. Ook het beroep op de onvolledigheid van de fossil record leek verdacht veel op een poging zich immuun te maken voor kritiek. De sterke punten van BCF: het geen beroep hoeven te doen op exaptaties en het in overeenstemming zijn met Cope's Law, wogen daar niet tegen op want deze wet geldt niet strikt — en volgens sommigen helemaal niet — en een verklaring door exaptaties wordt algemeen als onproblematisch ervaren omdat men bijna geen enkel ingewikkelder evolutieproces zonder ze kan begrijpen. BCF zou dus pas als een reële optie kunnen worden gezien als er alsnog kleine vliegende of althans klimmende basalere archosauriformen zouden worden gevonden. Een kleine verbetering van de empirische ondersteuning heeft zich voorgedaan door het acceptabel raken van de Pauliaanse Hypothese — in zekere zin een zeer verzwakte vorm van BCF — en door het groeiende aantal aanwijzingen voor warmbloedigheid en lichaamsbedekking bij basale archosauriformen. Een studie uit 2014 concludeerde dat miniaturisatie zich voornamelijk bij de basale Coelurosauria en Maniraptora voordeed, gecombineerd met zeer snelle evolutionaire veranderingen in bouw aan de basis van de Paraves, alles zo'n 165 miljoen jaar geleden. Binnen de standaardinterpretatie is dat de fase waarin zich het begin van een combinatie van een klimmende en glijdende levenswijze zou hebben kunnen voorgedaan.

### Protoavis
Een fossiel dat op het eerste gezicht toch op een kleine vliegende archosauriform lijkt, is dat van Protoavis uit het Trias van Texas. Protoavis, in ieder geval een diapside reptiel, is 225 miljoen jaar oud, 75 miljoen jaar ouder dan Archaeopteryx en een tijdgenoot van de eerste bekende dinosauriërs. Zijn ontdekker, Sankar Chatterjee, heeft de resten ervan gereconstrueerd als een vliegend dier en het zou als zodanig een voorbeeld kunnen zijn van de basale vormen die Olshevsky veronderstelt. Chatterjee, die de standaardhypothese grotendeels aanvaardt, ziet het echter als een echte vogel, dus een dier dat zich afgesplitst heeft na Archaeopteryx. Deze interpretatie past bijzonder slecht bij wat er van de evolutie van de dinosauriërs bekend is. Al de eerdere afsplitsingen van de omvattende dinosauriërgroepen waartoe de vogels behoren, zouden zich dan al voor 225 miljoen jaar geleden moeten hebben voorgedaan, dus nog voordat er ook maar een enkele dinosauriër in de aardlagen opduikt en in een fauna waarin voor hun specialisaties geen plaats lijkt te zijn, omdat die niches vervuld worden door andere wel bekende archosauriformen. Niet alleen is het in dat geval vreemd dat dinosauriërs in de tientallen miljoenen jaren ervoor geen sporen zouden hebben achtergelaten: de kennelijk al bestaande en diversificerende Maniraptora zouden pas weer een honderd miljoen jaar later in groten getale opduiken.
Protoavis zou daarmee een ernstig probleem voor de standaardhypothese hebben opgeleverd, ware het niet dat de kwaliteit van de fossielen zo slecht is dat de meeste paleontologen zich niet bezwaard voelen ze volledig te negeren. De resten zijn nooit goed gedocumenteerd, bestaan uit losse, vaak zwaar beschadigde, botjes en zijn vrijwel zeker afkomstig van individuen van minstens drie diersoorten (waaronder geen enkele vogel): het is dus een zogenaamde chimaera.
Zou men de standaardhypothese willen verwerpen in de zin dat vogels helemaal niet tot de dinosauriërs behoren, dan past een mogelijke vogel uit het Trias daar beter bij en naar Protoavis wordt daarom nog veel verwezen door een groep waarvan de naam al aanduidt dat ze dinosauriërs als vogelverwanten afwijzen: de BAND.

### BAND
Toen in de jaren zeventig en tachtig de methodiek in de paleontologie veranderde, ging niet iedereen daarin mee. Sommigen bleven vasthouden aan het tot dan toe gangbare bevatten van het evolutieproces als een serie uit elkaar voortkomende wolken. De nieuwe eis van grotere exactheid leek hun de spankracht van het wetenschappelijk kenvermogen verre te overschrijden. Ze hadden zich er al bij neergelegd dat het raadsel van de vogelafkomst nooit met enige zekerheid zou kunnen worden opgelost. Wetenschappelijke voortreffelijkheid bestond hierin dat te onderkennen en in hun optiek was het principieel fout toch zo'n pretentie te hebben. Ornithologen waren toen ook al ruim een eeuw gewoon Archaeopteryx als de eerste Ware Vogel te zien. Alle kenmerken van het dier werden al die tijd allereerst binnen het vogelmodel geduid. Natuurlijk was het een "primitieve" vogel, met nog zekere reptielkenmerken zoals de tanden, maar het was toch allereerst een vógel, iets van een heel andere orde, in dit geval zelfs Klasse, dan een reptiel. Eigenschappen die niet volledig bekend waren, werden dan ook met vogelkenmerken ingevuld. Zo werd Archaeopteryx gereconstrueerd in een bijna verticale romphouding, met sterk opgetrokken dijbenen, met een volledig naar achteren gedraaide grote teen en met oogkassen die van achteren open waren en in de slaapvensters overgingen — net als bij moderne vogels. Toen Ostrom Archaeopteryx presenteerde als een enigszins gemuteerde rennende dromaeosauriër, ging dat het bevattingsvermogen te boven. Als nog onzinniger zag men de bewering dat dromaeosauriden, tenslotte reptielen, warmbloedig zouden kunnen zijn geweest of zelfs veren zouden hebben gehad — reptielen waren immers haast per definitie koudbloedig en hadden schubben. Iets als een "gevederde dinosauriër" gold als een contradictio in terminis. De meeste ornithologen zouden op den duur de dinosauriërhypothese toch aanvaarden omdat ze ook de moderne methodiek overnamen. Vogelkundigen die op dit punt conservatief waren, bleven echter vaak sceptisch staan tegenover de nieuwe leer.

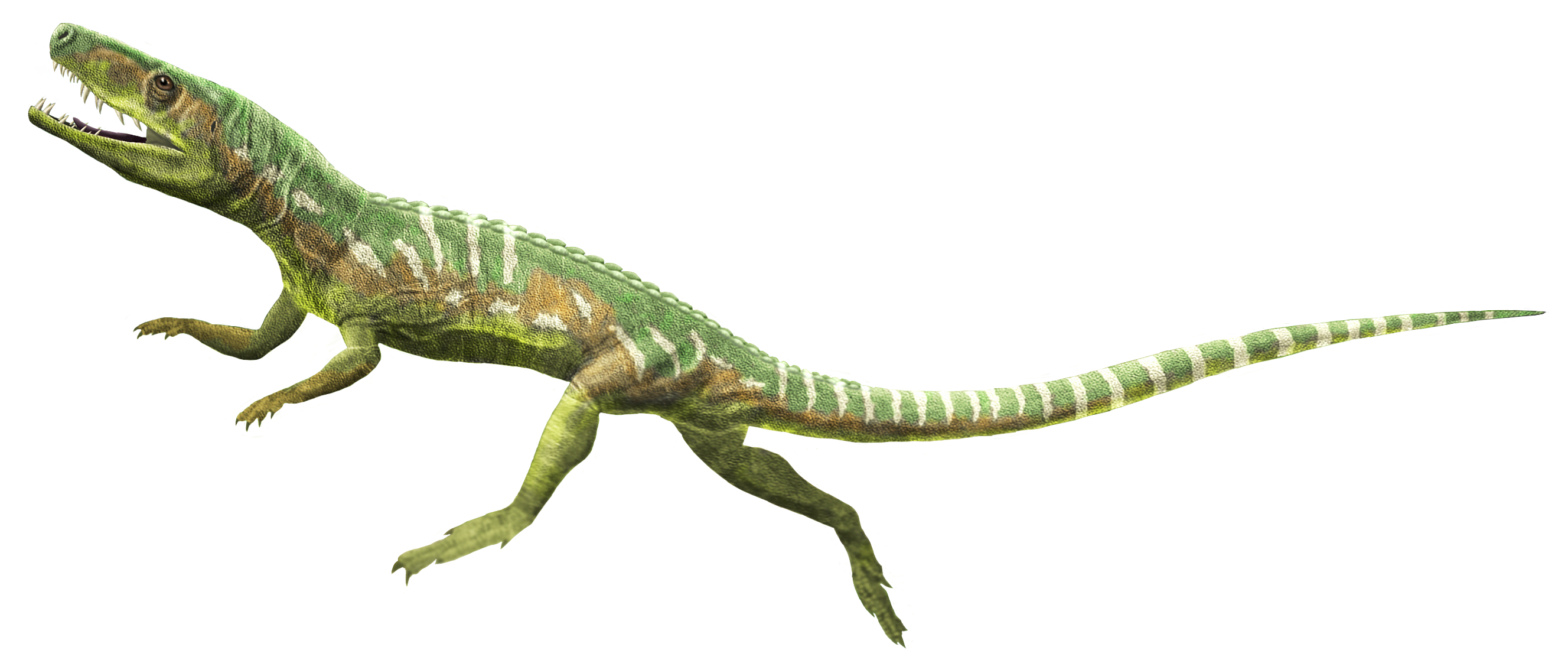
Euparkeria; het schoolvoorbeeld van een "generaliseerde thecodont" die zonder exacte analyses als voorouder van bijna iedere afgeleide archosauriërgroep zou kunnen dienen — ook de vogels

Twee ornithologen die van hun afwijzing van de dinosauriërhypothese een belangrijk deel van hun carrière zouden maken, waren de Amerikanen Alan Feduccia en Larry Martin. Er vormde zich een losse groep wetenschappers om hen heen die zichzelf de naam "BAND" gaf voor Birds Are Not Dinosaurs ofwel "Vogels Zijn Géén Dinosauriërs". Mensen die daar anders over dachten, duidden ze aan met de naam "BAD" (Birds Are Dinosaurs, "Vogels Zijn Dinosauriërs"). De naam was welgekozen want het standpunt van de BAND was allereerst negatief. Men was het er over eens dat vogels zeker géén dinosauriërs waren. Wat ze dan wel waren behalve archosauriërs, wist men niet en wilde men principieel ook niet weten want iedere poging een concreet alternatief aan te dragen zou nu precies neerkomen op het soort exactheid dat men methodisch afwees. Zolang de krokodillenhypothese nog enigszins plausibel bleef, verwees men er vaak naar maar toen die onhoudbaar bleek, was dat eigenlijk des te beter aangezien zo het ideaal van een vage vooroudergroep, in dit geval der "thecodonten", beter benaderd werd. Bij voorkeur werd een verband gelegd met "gegeneraliseerde" vormen binnen de "Pseudosuchia" — een verzamelbegrip voor die thecodonten waarvan men zelfs intern niet kon bepalen bij welke subgroep ze hoorden — dus soorten als Euparkeria die zulke algemene kenmerken hadden dat ze van vrijwel iedere afgeleide groep archosauriërs de voorouders konden zijn. Men probeerde niet binnen de thecodonten van een bepaalde kandidaat definitief te bewijzen dat die nauwer aan de vogels verwant was dan een andere thecodont aangezien zo de groep gespleten zou worden en niet vaag meer zou zijn. De BAND heeft dan ook geen onderzoeksprogramma's voortgebracht om de "thecodonten" diepgravend te analyseren. Paleontologie kreeg minder aandacht dan ornithologie en er werd in publicaties van de BAND zelden naar recente paleontologische vakliteratuur verwezen. Met kladistiek hield men zich al helemaal niet bezig. Feduccia oordeelde: "De cladistische methode moet wel fout zijn, want iedere methode die uitwijst dat vogels dinosauriërs zijn, is fout" (bron?). De oude methode om twee vormen in een totaalindruk te vergelijken, leek hun afdoende te zijn en dan namen ze direct waar dat vogels geen dinosauriërs konden zijn, zoals Feduccia het uitdrukte: I just don't see it.
In plaats van alternatieve verwanten te zoeken voor de vogels, probeerde men de totale afwijzing van de dinosauriërhypothese tot uitdrukking te brengen in een paar kernpunten die onmiddellijk duidelijk moesten maken hoe onzinnig die hypothese was. Dit betrof allereerst Ostroms voorstel dat het vermogen tot vliegen zich "van-de-grond-omhoog" ontwikkeld had. De inherente problemen met dit model waren voor de BAND reden tot ogenblikkelijke verwerping. Martin oordeelde dat het leed aan een "volstrekte ongeloofwaardigheid" (utter unbelievability). Het traditionele model, "uit-de-boom-omlaag", achtte men een voldoende verklaring, zij het aangevuld met een beginfase waarin van tak tot tak gesprongen werd, iets waarvan Martin een van de eerste moderne verkondigers was.
Een tweede punt was de zogenaamde "tijdsparadox" (temporal paradox). Dit betrof het probleem waar Paul ook naar verwees, dat de basale Maniraptora waarin de vogels hun oorsprong hadden ons pas zo'n dertig miljoen jaar na Archaeopteryx veel goede fossielen beginnen na te laten. Anders dan Paul zag de BAND dat natuurlijk niet als een aanwijzing dat sommige Maniraptora vogels waren — deze suggestie werd als lachwekkend afgewezen (bron?)— maar dat vogels geen dinosauriërs konden zijn.
Ook de BAND kon niet ontkennen dat dinosauriërs en vogels op het eerste gezicht vele kenmerken gemeen hebben. Daarvan moest dan aangenomen worden dat ze geen ware homologie vertegenwoordigden maar convergente evolutie, het bij verschillende groepen evolueren van gelijkende kenmerken, een verschijnsel dat een kladistische analyse geheel waardeloos kon maken. Nu kan als men de fossielen bestudeert alleen weer de kladistiek zelf kwantificeerbaar aantonen dat er inderdaad van zulke convergenties sprake is en dat was in dit geval niet de uitkomst van de analyses. De BAND verwees daarom naar een onderzoeksterrein buiten de paleontologie: de embryologie. In de embryonale ontwikkeling wil immers nog weleens duidelijk worden hoe vorige evolutiefasen verlopen moeten zijn, als het embryo korte tijd kenmerken vertoont die volwassen voorouders ook bezaten maar het huidige dier bij de geboorte alweer verloren heeft. Hierin zou de BAND een van zijn beroemdste tegenargumenten vinden. De fossielen leken namelijk aan te tonen dat bij de theropoden eerst de vijfde en toen de vierde vinger van de hand verloren gingen om zo de drievingerige hand van de vogels te bereiken. Bij vogelembryo's echter zien we eerst vier vingers tot ontwikkeling komen maar op een positie ten opzichte van de ellepijp die bij andere Tetrapoda kenmerkend is voor de tweede tot en met vijfde vinger. De embryologie had hieruit al geconcludeerd dat de eerste en vijfde vinger verloren waren gegaan en de BAND kwam tot de gevolgtrekking dat dit een dwingend bewijs opleverde dat vogels geen dinosauriërs waren.
De tegenwerpingen van de BAND hadden weinig invloed op de hoofdstroom van de paleontologische theorievorming. De zwakten van het "van-de-grond-omhoog"-model kon men ook zonder de BAND wel inzien en onafhankelijk daarvan kwamen alternatieve en verbeterde modellen tot ontwikkeling. De "tijdsparadox" maakte weinig indruk omdat door de vele gaten in onze kennis de stambomen van alle diergroepen vol zitten met verborgen ontwikkelingslijnen en juist voor het midden van het Jura de fossil record erg slecht is door een gebrek aan fossiliserende aardlagen. Daarbij zou een alternatieve voorouder uit het Trias een nóg langere onbekende afstammingslijn creëren. Nieuwe vondsten zouden in de jaren negentig de kloof snel sluiten; tegenwoordig kennen we Troodontidae en basale Avialae die ongeveer even oud zijn als Archaeopteryx. Ook werd het belang van het argument verminderd door het algemene standpunt van de BAND: die meende immers dat de speciale gelijkenis tussen de vogels en de Maniraptora slechts schijn was — maar daarvan uitgaande deed de tijdsparadox er ook niet meer toe. Een ernstiger tegenstrijdigheid kenmerkte het embryologische argument. Wilde men van meer basale Tetanurae beweren dat bij hen wél de vierde en vijfde vinger waren verloren gegaan — zodat een tegenstelling met de vogels gemaakt kon worden — dan kon dat slechts door te verwijzen naar de gedetailleerde overeenkomsten in vorm, zoals het aantal vingerkootjes, met basale theropoden die nog wel vijf vingers hadden. Maar precies dezelfde details toont de hand van Archaeopteryx. Dus dezelfde bewijsvoering zou aantonen dat ook vogels theropoden waren — of men moest die gelijkenis schijn noemen, maar dan was er geen reden dat alleen voor de vogels te veronderstellen en niet bij andere Tetanurae met drie vingers.
Hoewel het embryologische argument dus in beginsel geen dwingend bewijs kan opleveren tegen de dinosauriërhypothese, wees het toch naar een gegeven dat lastig te verklaren bleek. Sommigen losten dit op door aan te nemen dat de fossielen in dit geval de onbetrouwbaarheid van de embryologische methode hadden aangetoond in plaats van omgekeerd, maar het probleem leidde ook tot een zeldzame constructieve reactie van de wetenschappelijke hoofdstroom op de BAND door het formuleren door Jacques Gauthier van de hypothese van de zogenaamde frameshift, die stelt dat bepaalde genen de locatie waar ze in de embryonale ontwikkeling tot uitdrukking komen, kunnen verschuiven, zodat in dit geval vingers een tot en met vier hun aanleg hebben op de normale plaats van vingers twee tot en met vijf. In 2011 werd dit bevestigd door experimenteel onderzoek van vogelembryo's, terwijl dat ook aangaf dat het bepalen van de posities gecompliceerd wordt doordat de botten ten opzichte van de weke delen een afwijkende oorsprong kunnen hebben. Het transcriptoom van de zogenaamde tweede vinger van vogels bleek grote gelijkenis te vertonen met dat van de eerste teen. Andere mogelijke interpretaties zijn dat de hoofdas van de handontwikkeling al bij de Saurischia van de derde naar de tweede vinger gebracht werd zodat vogels een tot en met drie bewaard hebben, of dat reeds bij basale Tetanurae de duim verloren was gegaan zodat die al alleen vingers twee tot en met vier hebben. De zaak wordt gecompliceerd door het feit dat bij het vogelembryo de zone die de vingers voortbrengt veel nauwer is dan de vergelijkbare zone van de voet. De embryonale ontwikkeling van de handwortelbeentjes van vogels wijst erop dat er twee groeikernen zijn voor het halvemaanvormige polsbeen en dat vogels later aan de buitenkant van de hand een pisiform polsbeen herontwikkeld hebben, wat de illusie wekt dat deze beenderen aansluiten bij een tweede tot en met vierde vinger, terwijl dat in feite de eerste tot en met derde vinger zijn.

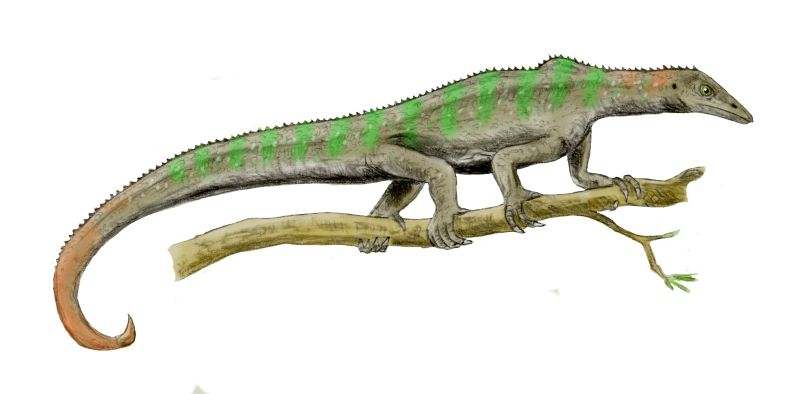
Megalancosaurus

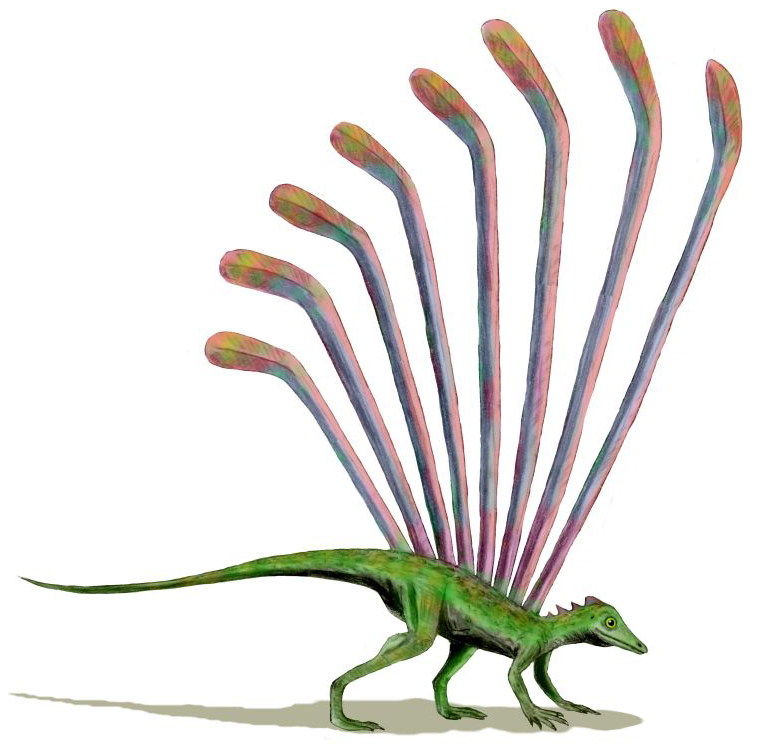
Longisquama

In 1996 publiceerde Feduccia The origin and evolution of birds, een boekwerk dat grotendeels gewijd was aan de evolutie van de vogels na Archaeopteryx maar ook aandacht besteedde aan hun oorsprong. In de aanloop hiertoe ontkwam hij er niet aan wat concreter te zijn met het aanwijzen van vogelverwanten en hij gaf als kandidaten de "primitieve archosauriërs" Megalancosaurus en Longisquama omdat ze klein waren, vermoedelijk in bomen leefden en een spitse relatief kleine kop bezaten. De laatste had ook nog een soort lange veerachtige schubben op de rug. De keuze weerspiegelt het feit dat behalve theropoden binnen de Archosauromorpha geen dieren te vinden zijn die ook maar enigszins de vogels in morfologie benaderen. Anders dan Feduccia aannam, behoren Megalancosaurus en Longisquama vermoedelijk niet eens tot die groep: om die ene overeenkomst in kopvorm te vinden, had hij zich dus in feite gedwongen gezien zijtakken op te zoeken waarvan het bijna onmogelijk was dat ze iets met vogels te maken zouden kunnen hebben. Feduccia kon dat in 1996 nog niet weten, omdat Megalancosaurus alleen van de voorkant van een fossiel bekend was. Toen ook de rest gevonden werd, moest hij zijn stelling intrekken, na eerst nog een poging te hebben gedaan de zware grijpstaart als het roer van een glijdende vorm te interpreteren. Zo blijft alleen Longisquama over, waarvan de achterkant nog niet ontdekt is; de vermoedelijke verwantschap met Megalancosaurus binnen de Avicephala wordt tegenwoordig door de BAND ontkend — die is immers aangetoond door kladistische analyses. Een poging van de BAND in 2009 om toch een alternatieve groep aan te wijzen door een kladistische analyse, waarbij opzettelijk de meeste afgeleide eigenschappen die vogels en dinosauriërs delen buiten beschouwing werden gelaten, leverde geen goed ondersteunde kandidaat op, ondanks een zeer selectieve keuze van taxa en kenmerken en werd zo door de heersende leer opgevat als juist een bevestiging van de dinosauriërhypothese.
Feduccia's boek en de publiciteit die ermee gepaard ging, riep een geïrriteerde reactie op: het merendeel der paleontologen stelde zich op het standpunt dat de positie van de BAND als afdoende weerlegd kon worden beschouwd. Dat de BANDits weigerden zich hierbij neer te leggen, leidde tot het oordeel dat ze zich daarmee diskwalificeerden als wetenschapper. Deze sterk afwijzende houding wordt mede beïnvloed door het in wetenschappelijke kring als zeer ongelukkig ervaren gegeven dat creationisten zich op de BAND beroepen om de hele evolutietheorie in diskrediet te brengen. Paleontoloog Christopher Brochu drukte het in 2001 zo uit: "Dat vogels afgeleide theropoden zijn, staat onder geleerden niet meer ter discussie". De BAND reageerde hier weer op door de andere paleontologen van dogmatisme te beschuldigen, een poging zich aan kritiek te onttrekken door eenzijdig de discussie over de oorsprong van vogels als gesloten te verklaren. Tegen de BAND is in dit verband weer tegengeworpen dat men zelf nauwelijks empirische ondersteuning gevonden heeft en dus een typisch voorbeeld zou zijn van "degeneratieve wetenschap" volgens het model van Imre Lakatos.
Ondertussen was de positie van de BAND zich echter aanzienlijk aan het wijzigen, onder druk van nieuw feitenmateriaal.

#### MANIAC

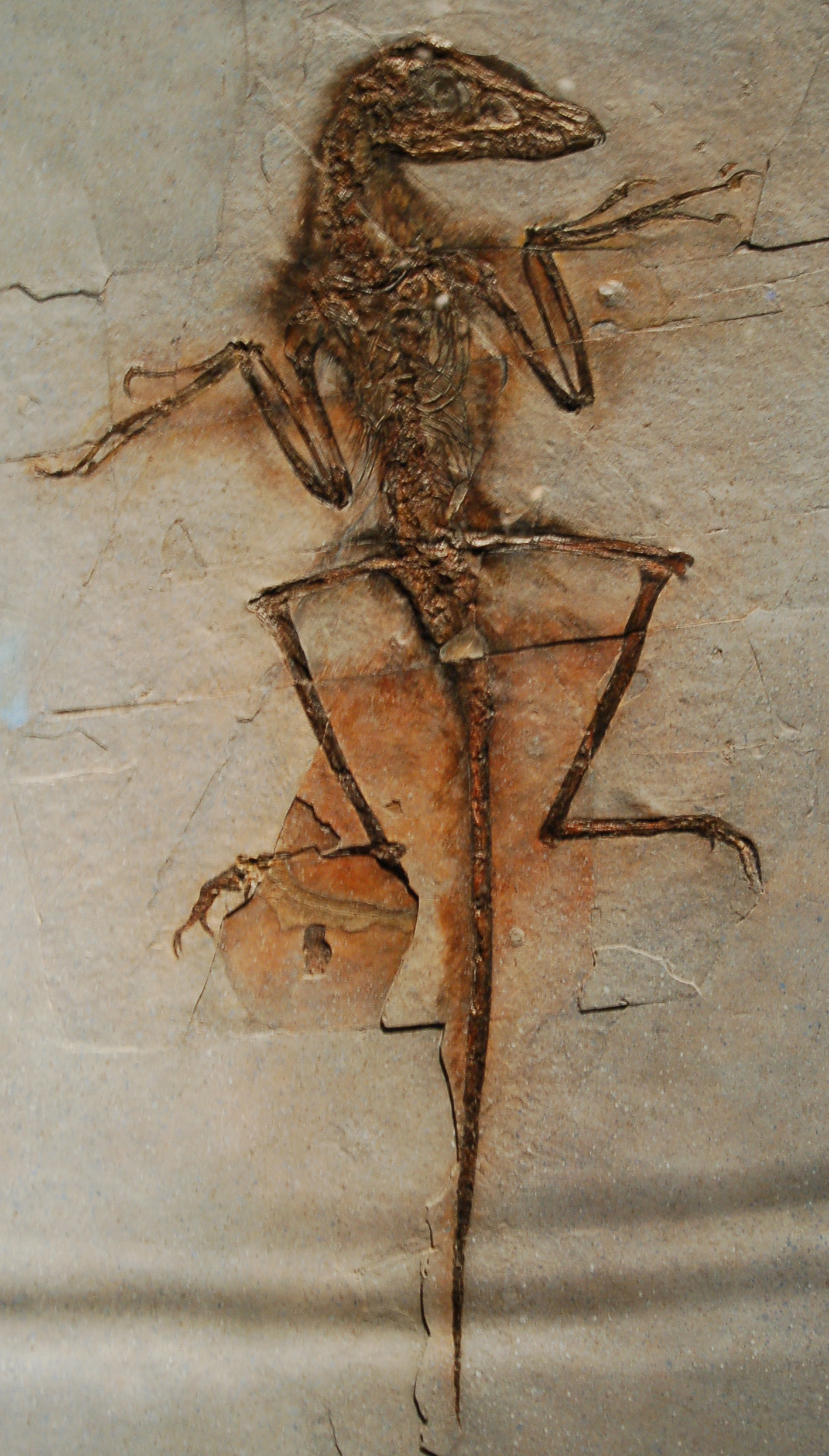
Fossiel NGMC 91 ofwel "Dave", een nog onbenoemde dinosauriërsoort die een combinatie toont van haarachtige structuren en echte veren

In 1996 werd de ontdekking van Sinosauropteryx bekendgemaakt, de basale coelurosauriër met protoveren. Was dit voor het grote publiek en zelfs voor paleontologen wier theorieën het voorspeld hadden al opzienbarend, voor de BAND kwam het als een regelrechte schok. Veren behelsden het wezen van het vogel-zijn en het bezit ervan door een dinosauriër doorbrak de strikte scheiding tussen beide begrippen die de kwintessens vormde van het BAND-standpunt. Een delegatie bestaande uit John Ostrom, Peter Wellnhofer en Larry Martin vertrok uit Amerika naar China om het fossiel te onderzoeken. Martin kwam al snel tot de geruststellende conclusie dat de zaak nog helemaal niet zeker was. Tussen de zichtbare haarachtige structuren en moderne vogelveren bestond geen noodzakelijk verband. De grens van een preserverende lijmlaag voor de huid van het dier aanziend, suggereerde Feduccia dat de structuren daaronder zaten in plaats van aan de buitenkant. Het woord "protoveren", met de implicatie dat uit deze structuren inderdaad veren geëvolueerd zouden zijn, verwierp men als volstrekt voorbarig.
De rust zou echter niet lang duren. Binnen enkele jaren verschenen de fossielen van Protarchaeopteryx, Caudipteryx, Sinornithosaurus en Microraptor die geen "primitieve" protoveren hadden, met een haarachtige structuur, maar een compleet verenkleed met in wezen moderne veren. Ook bij zulke specifieke en complexe aanpassingen weer een beroep doen op convergente evolutie leek een onhoudbare positie op te leveren en dus ging men over tot een fundamentele verandering van standpunt.
De eerste stap die men zette was het aanvaarden van de Pauliaanse Hypothese, die men kort tevoren nog als onzinnig had afgedaan. Ook de BAND accepteerde dus de mogelijkheid dat sommige Maniraptora in feite vogels waren. Dat zou dan verklaren dat ze veren hadden. De onmiddellijke reactie op het bekend raken van Caudipteryx en Protarchaeopteryx was geweest ze simpelweg vogels te noemen, nog zonder een verband met de maniraptoren te leggen, maar dat bleek al snel onverdedigbaar te zijn. De uiteindelijke consequentie daarvan was dat men alle kritiek die men twintig jaar lang op het kandidaatschap van Deinonychus als vogelverwant had gehad moest herroepen, waaronder de ontkenning van de homologie van gelijkende eigenschappen en de bewering dat direct waarneembaar zou zijn dat die verwantschap niet bestond. Dat was opmerkelijk, omdat de hele BAND ontstaan was in reactie op Deinonychus. Martin begreep echter dat zelfs dit nog niet voldoende was. Het was maar de vraag of steeds aannemelijk gemaakt zou kunnen worden dat iedere maniraptoor van een vliegende vogel afstamde en het "binnenhalen" van dinosauriërs dreigde het hele BAND-project te ondermijnen. Wilde men toch nog het onderscheidende kenmerk van de BAND behouden en dinosauriërs als groter geheel blijven afwijzen dan moest men een nieuwe breuk aanbrengen, dieper in de stamboom. Martin had zo'n model al in 1982 overwogen: dat de groep Theropoda polyfyletisch is, dus een kunstmatige samenvoeging van twee niet nauw verwante groepen, waarvan er één de vogels omvat — en daarin zitten vanzelfsprekend alle bevederde vormen — en zelfs niet tot de Dinosauria behoort: de Maniraptora. Het was dus niet erg dat Deinonychus erbij hoorde want hij was bij nader inzien geen dinosauriër. De tegenstanders van de BAND waren er snel bij om hiervoor een acroniem te bedenken: MANIAC (Maniraptora Are Not In Actuality Coelurosauria, "Maniraptora Zijn in Feite Geen Coelurosauria" ), een verwijzing naar de vermeende onzinnigheid van het model.
De nieuwe MANIAC-positie hield in dat de BAND het traditionele "uit-de-boom-omlaag"-model met klimmende "viervoeters" moest opgeven om net zoals andere paleontologen op zoek te gaan naar een methode voor tweebenige dromaeosauriërs om te klimmen of van de grond af op te stijgen. Het eerste hoofdargument tegen de dinosauriërhypothese verviel dus en dat gold ook voor het tweede: als Maniraptora en vogels één groep vormen, kan geen beroep worden gedaan op de "tijdparadox". Bij het embryologisch argument werd nog eens duidelijk dat het geen grens trekt tussen vogels en andere Tetanurae: moeiteloos nam de BAND nu aan dat alle Maniraptora vingers twee tot en met vier behielden. Aan de andere kant verbeterde de bewijspositie van de BAND ook: men had nu in de Maniraptora voor het eerst plausibele vogelvoorouders en omdat die net als basale theropoden meestal op de grond leefden, werden convergenties veel waarschijnlijker dan bij een hypothetische "viervoetige" boombewoner.
Voor de MANIAC-variant was het cruciaal dat aangetoond kon worden dat de "protoveren" van basale coelurosauriërs niet homoloog zijn aan echte veren: anders kon men de scheiding tussen Maniraptora en Dinosauria niet handhaven — het belang daarvan is nadien overigens afgenomen door de aanwijzingen dat het bezit van een soort vacht ruimer verspreid was onder de Archosauromorpha. Theagarten Lingham-Soliar poogde daarom een alternatieve verklaring te vinden voor de haarachtige structuren door te veronderstellen dat deze gefossiliseerde bindweefselvezels waren. De conclusies van Martin hadden geleid tot nieuwe onderzoeken, eerst van Phil Currie en daarna van deze met Chen Pei-Ji waarbij een aantal kenmerken waren vastgesteld die zouden wijzen op het karakter als vacht. Lingham-Soliar wees erop dat die implicatie een speculatief element bevatte: dat bijvoorbeeld de structuren gebogen waren en een donkere binnenkant hadden, betekende nog niet dat ze echt buigzaam waren en hol. Men had niet gezocht naar alternatieve verklaringen of gepoogd de eigen theorie te falsifiëren. Het lukte hem om voor ieder kenmerk van de structuren van Sinosauropteryx een parallel te vinden in het bindweefsel van fossielen, onder andere van ichthyosauriërs en Psittacosaurus. Dit succes heeft er echter niet toe geleid dat de paleontologie zich gedwongen voelde de homologie van "protoveren" en veren op te geven. Lingham-Soliar was niet geslaagd in een falsificatie daarvan door eigenschappen vast te stellen die onverenigbaar waren met het karakter van een vacht; dat leverde dus een corroboratie, ondersteuning, op van de standaardinterpretatie. Zijn alternatief bleef zo een sterk ad-hoc-karakter dragen: misschien dat bindweefsels inderdaad zulke fossielen kunnen voortbrengen maar het zou wel heel toevallig zijn dat die nu net opduiken bij potentiële vogelvoorlopers en niet bij de vele andere perfect geconserveerde fossielen uit de Chinese aardlagen. Daarbij is Lingham-Soliars hypothese zelf gefalsifieerd door de latere vondst van zeer lange haren bij Beipiaosaurus en Sinocalliopteryx, die een onwaarschijnlijk dikke bindweefsellaag zouden opleveren; zelfs de vier centimeter lange structuren bij Sinosauropteryx werden al geacht de interpretatie als bindweefsel uit te sluiten. Lingham-Soliar heeft dit weer ondervangen door aan te nemen dat het om hoge huidkammen zou gaan, maar zijn vaststelling dat "protoveren" alleen worden aangetroffen op de middenlijn van het dier wordt niet algemeen aanvaard. Problematisch voor het alternatief is ook dat sommige vondsten een combinatie tonen van "haren" en pluimen, en andere weer van pluimen en pennen: Lingham-Soliar neemt voor de eerste pluimen aan dat het bindweefsel betreft maar bij de tweede dat het veren zijn, hoewel ze niet in structuur verschillen. In 2010 werden kleurende melanosomen in de veren aangetroffen, organellen die men niet in bindweefsel zou verwachten.
Ander empirisch onderzoek werd verricht door fysioloog John Ruben die vanaf het begin van de jaren negentig probeerde aan te tonen dat dinosauriërs toch koudbloedig waren, in plaats van warmbloedig zoals de moderne hypothese luidt. Hoewel er geen direct verband is met de afkomst van vogels — volgens hem was zelfs Archaeopteryx koudbloedig — veronderstelde hij wel vaak eigenschappen bij dinosauriërs die het onwaarschijnlijk zouden maken dat vogels ertoe behoren en werkte hij nauw met de BAND samen. Zo stelde hij dat de neusholten van dinosauriërs relatief te klein waren om condensatieplooien te veronderstellen — die vogels wel hebben om vochtverlies tegen te gaan — en dat ze ademden via een middenrif in plaats van luchtzakken. Zijn onderzoek kreeg eerst veel aandacht maar heeft aan invloed verloren toen bleek dat hij grootte en loop van de neusholten fout had vastgesteld en dat het veronderstelde gefossiliseerde middenrif bij Scipionyx een met lijm gevulde breuk in het fossiel was.